# Céramique coréenne
La céramique coréenne apparaît vers 10 000 avant notre ère, dans des cultures du Paléolithique ou opérant la transition entre Paléolithique supérieur et néolithisation. Il s'agit, ensuite, au Néolithique, de formes simples, aux légers reliefs qui facilitent la préhension. Bien avant la constitution des premiers royaumes, l'espace culturel coréen était en relation avec ses voisins et des similitudes dans les céramiques peuvent en témoigner dès cette époque lointaine.
Ensuite la céramique coréenne continue d'inventer de nouvelles formes tout en intégrant certains éléments techniques de la céramique chinoise, comme le grès et les glaçures, puis la proto-porcelaine, en raison de l'occupation d'une partie du pays par la Chine, de 108 avant l'ère commune (AEC) à 313 de l'ère commune (EC), mais surtout en raison de sa proximité, en particulier avec ses colonies que le royaumes coréen de Baekje entretient au sein de l'empire chinois.
Puis, sous la dynastie Goryeo (918 - 1392) elle s'inspire à nouveau de la céramique chinoise et reprend le procédé des grès à couverte vert céladon, mais pour les appliquer, avec un brio célébré par les Chinois eux-mêmes, à des formes d'un bel esprit créatif et, pour une part importante de la production à des techniques décoratives propres à la Corée : un art de la céramique « gravée », incisée, proche de l'art du bronze lors de la ciselure, de l'incrustation et du damasquinage. Dans ces luxueuses céramiques Goryeo la couleur verte se fait plus discrète qu'en Chine.
La période Joseon (1392 à 1910) voit de nouvelles formes de grès, plus épurées, des matières plus modestes et un travail plus spontané qui est apprécié au Japon voisin : la céramique buncheong où la barbotine blanche tient une place importante. Dans le même temps, à côté de cet art tout dans l'économie des moyens, se développe aussi le goût pour des porcelaines blanches d'une grande pureté de formes, ainsi que des porcelaines peintes, « bleu et blanc » ou peintes en brun de fer, voire avec le rouge de l'oxyde de cuivre. Le geste du peintre coréen y garde toujours sa simplicité d'expression, sa vitesse et sa fantaisie.

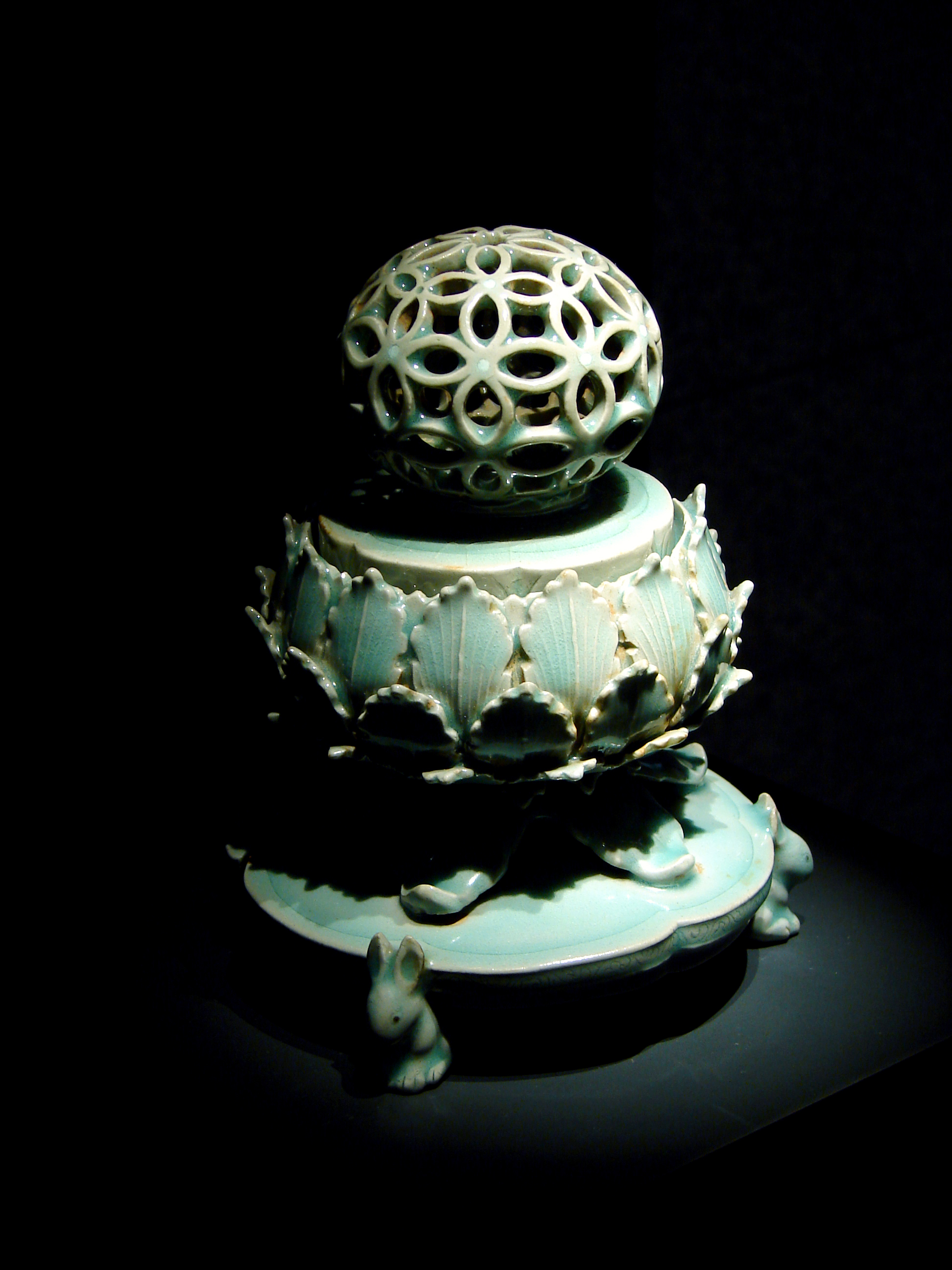
Brûle-parfum coréen en céladon « martin-pêcheur », de la dynastie Goryeo (du). Musée National de Corée.

## Histoire

### Préhistoire: Généralités
Longtemps la céramique coréenne n'a pas employé de décor peint, à la différence notable des régions voisines, actuellement en Chine du Nord (Culture de Yangshao v. 4500-3000). Le décor apparait presque dès les toutes premières céramiques, mais avec des matières appliquées ou à l'aide d'outils qui creusent légèrement la terre avant cuisson, pratiques très rares en Chine. Ce sont toujours des décors géométriques, pendant la Préhistoire.

### Les premières céramiques: Paléolithique final
Les plus anciennes céramiques de la péninsule coréenne ont été découvertes en 1994 sur les côtes Est et Sud, et sont datées entre 8 000 et 5000 avant notre ère : site de Mosan-ni [ou Kosan-ri], sur l'île la plus méridionale de la péninsule, l'île de Jeju [ou Cheju]. Des points de similitude font rapprocher ce type de terre cuite sans décor avec des éléments trouvés dans le bassin de l'Amour, datant de la période de néolithisation, en Russie, et d'assemblages datant des pêcheurs-collecteurs pratiquant la poterie du premier Jōmon, au Japon. Ce type mosan-ni est constitué de terre cuite à basse température, comportant des éléments organiques, dont des éléments végétaux. Le contexte archéologique indique l'usage de microlithes par les chasseurs-cueilleurs de l'époque. Sur cette île, le site de Kimnyong-ni a produit des terres cuites similaires et on en retrouve aussi sur la côte Est de la péninsule, comme sur le site de Ojin-in, district de Cheongdo, province de Gyeongsang du Nord.

### Céramiques mésolithiques / néolithiques
Cette période qui voit apparaître la céramique Chulmun est souvent nommée en tant que « période de la céramique Jeulmun ». Au cours de cette période des cultures se néolithisent très progressivement dans la péninsule, et on voit apparaître, avant et dans le même temps que la céramique Jeulmun, de nombreuses formes de terres cuites qui se distinguent par leur décor ou leur absence de décor. Ainsi deux formes de décor appliqué en léger relief, sous la lèvre (Nord-est) ou sur la panse (Est et Sud), un décor produit par estampage d'un petit outil pointu (Nord-est et Sud), les premiers décors incisés chulmun, proprement dit, (Nord-est et Est, Nord-ouest, centre Ouest et Sud), un décor en forme d'éclairs (au Nord-est), enfin une céramique à deux bandes sous la lèvre (côte Sud).

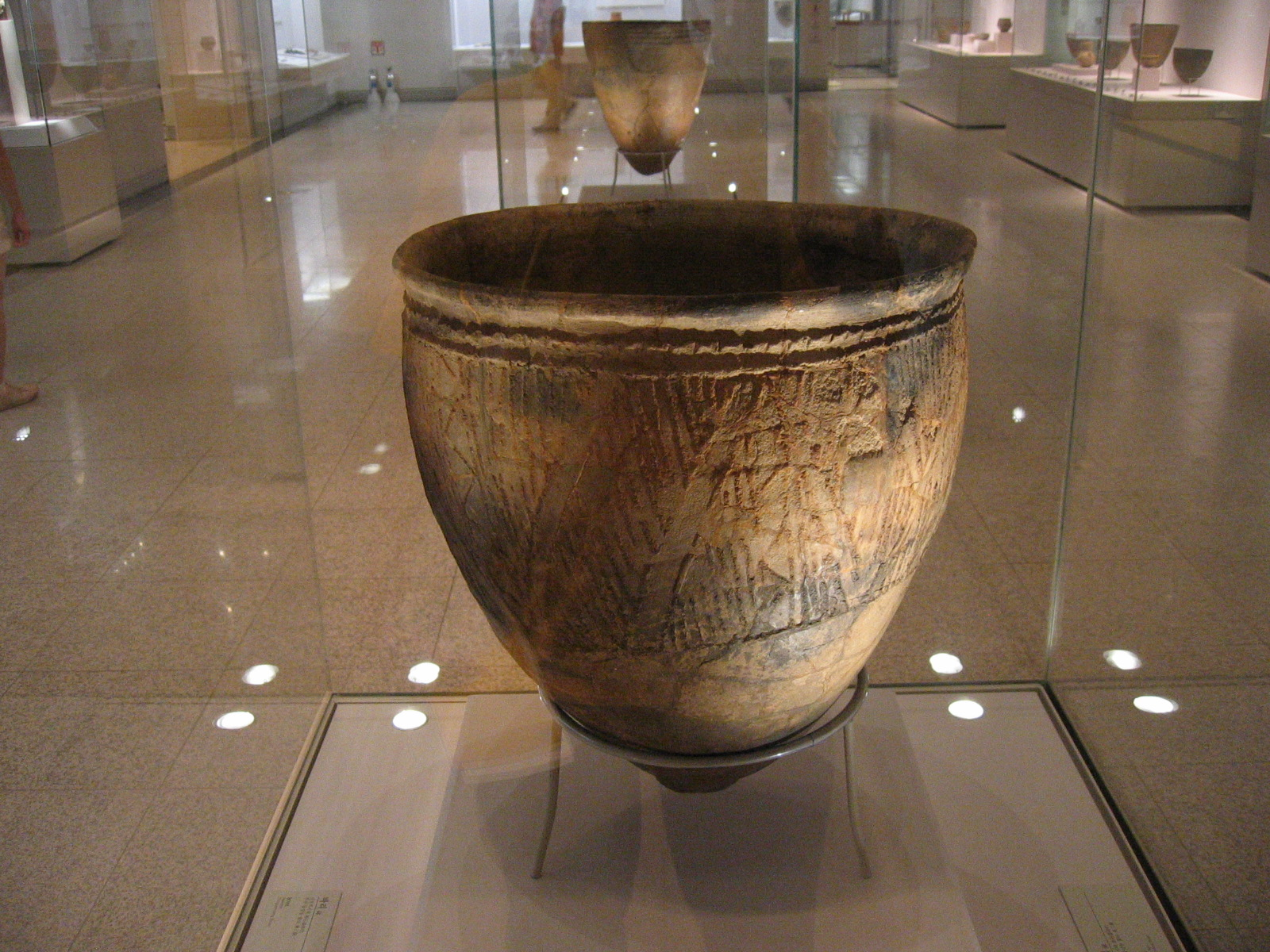
Vase. Terre cuite. Décor appliqué. Néolithique ancien. Découvert à Busan [Pusan], côte Sud-est. Musée national de Corée
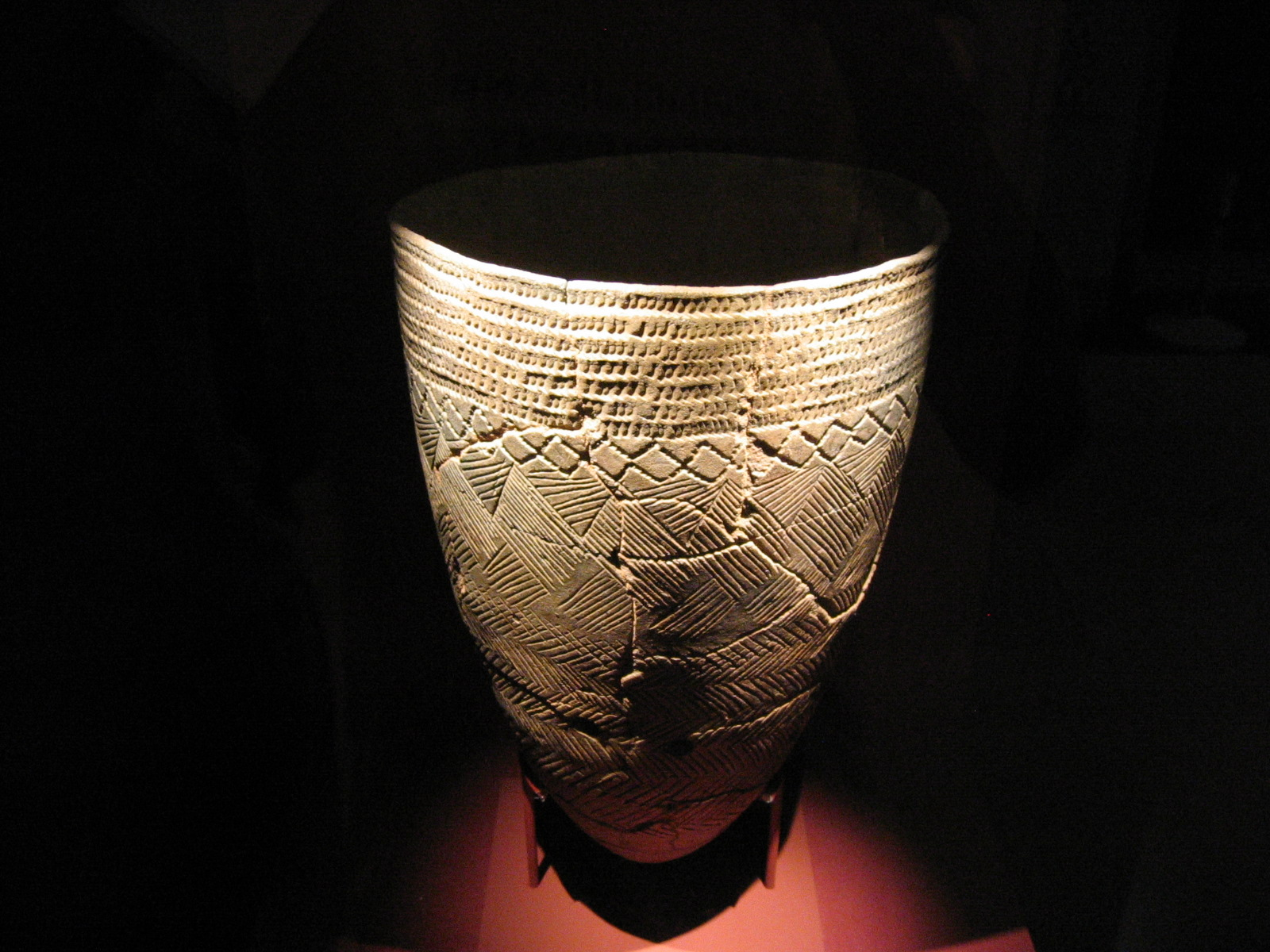
Vase. Terre cuite. style classique Jeulmun, à décor au peigne. Néolithique moyen. Musée national de Corée
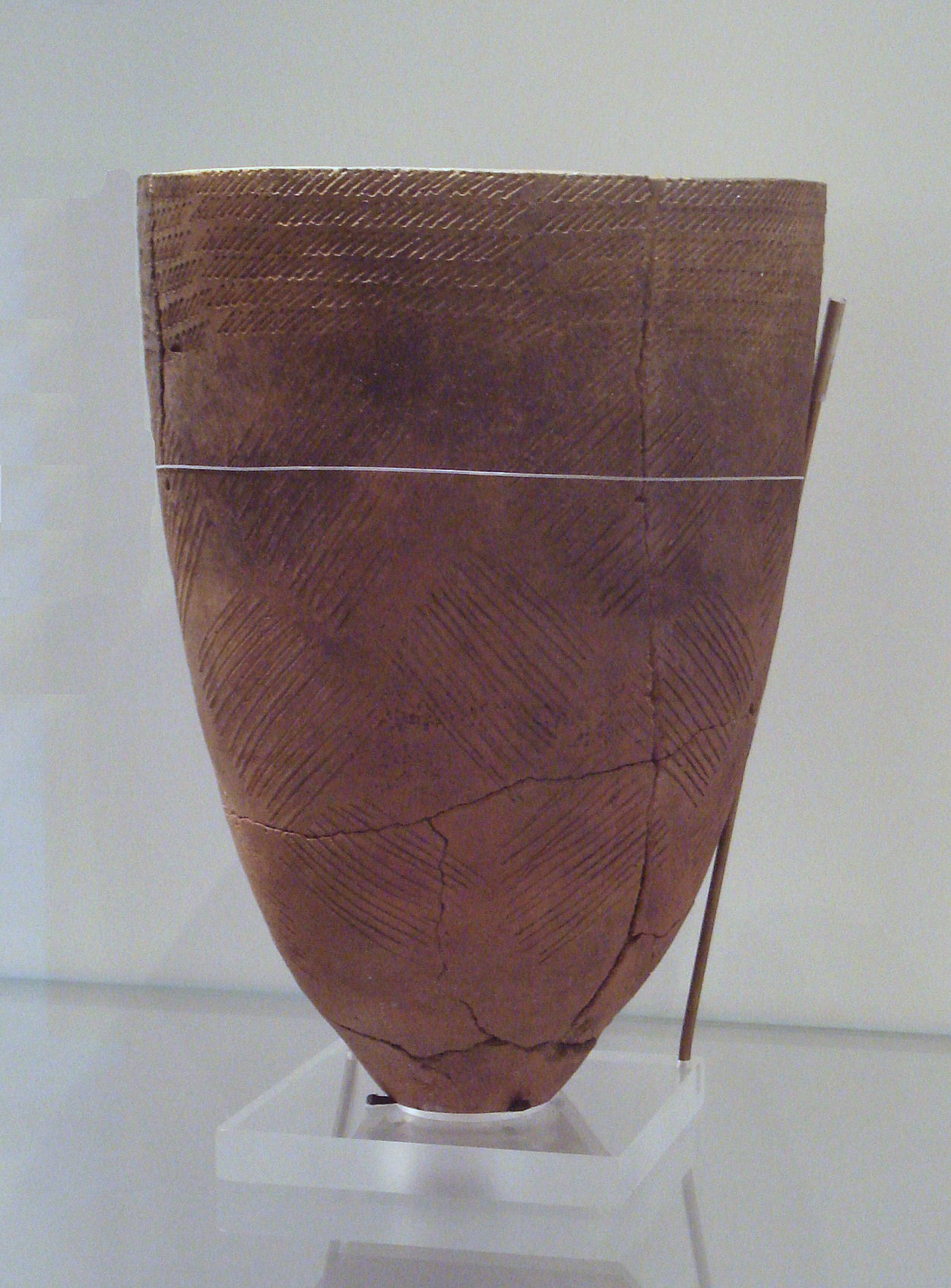
Vase. Terre cuite. Style classique Jeulmun, à décor au peigne. 4000 av. n.è., site d'Amsa-Dong, Séoul. British Museum
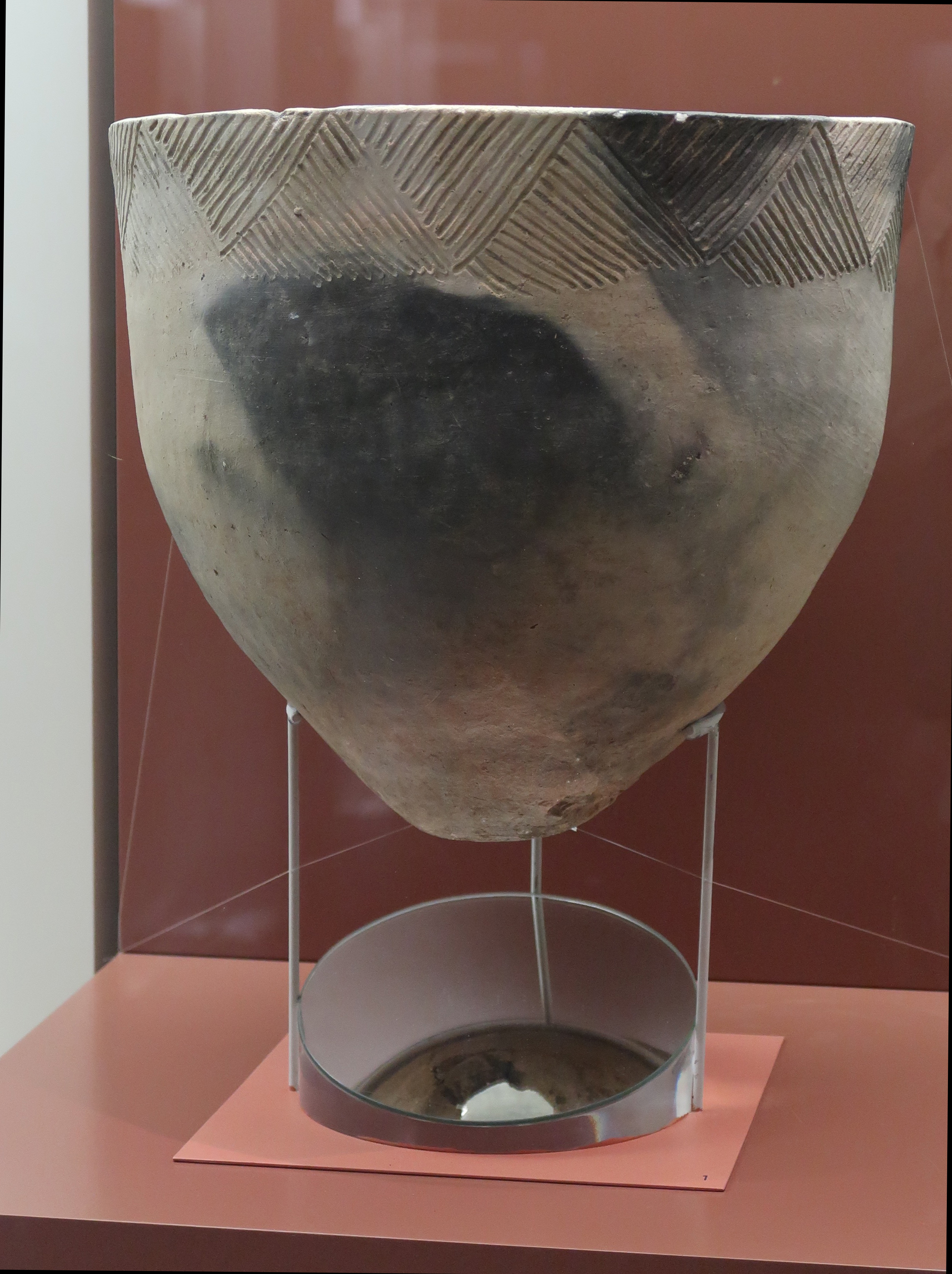
Vase funéraire, terre cuite, H. env. 50 cm. Jinju. Période Jeulmun. Musée national de Corée
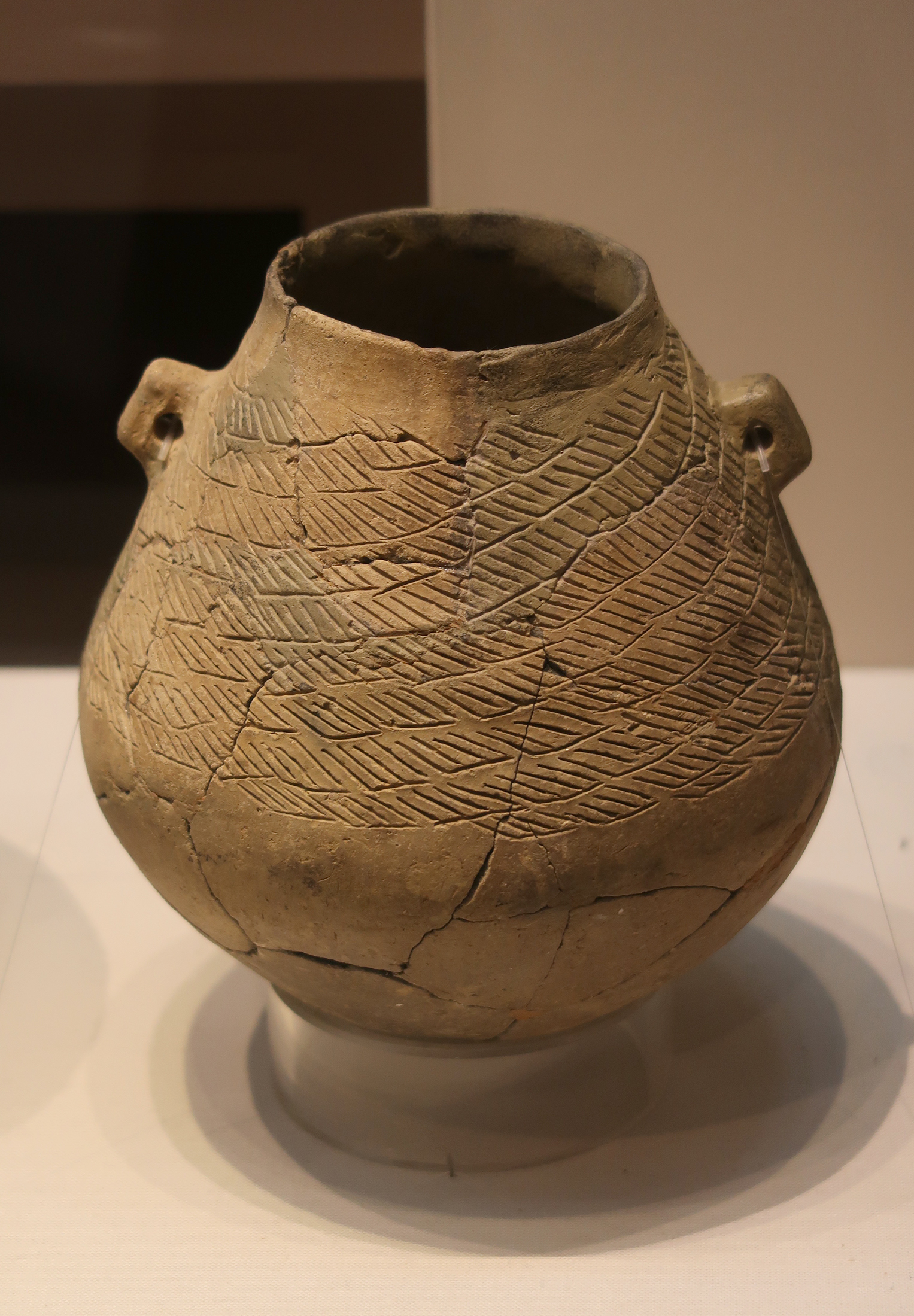
Poterie à deux anses et décor dit "au peigne", Jeulmun. Daegu. H. env 13 cm. Musée national de Daegu.

- Mésolithique / Néolithique ancien (6000-4000)
  - Décor appliqué en relief : Des céramiques, présentant un décor appliqué en relief, apparaissent au début du Néolithique, comme sur le site d'Osan-ni[4]: un récipient avec des traits obliques parallèles. Le type Osan-ni de céramique à décor en relief semblait autrefois être issu de modèles du premier Jōmon (Todoroki), mais des datations au carbone 14 prouvent que les dates les plus anciennes de la céramique en question précèdent de 600 ans la céramique Todoroki.
  - La céramique à décor appliqué de lignes en léger relief à motif en « Z » , se présente avec deux lignes curvilinéaires circulant, avec des retours en arrière ( « Z » ), sous la lèvre, surlignées d'une autre ligne plus près de la lèvre. Ces poteries, à base plate et souvent très étroite, se retrouvent sur la côte Sud et sur l'île de Cheju [ou Jeju-do] (site de Gosan-ri, daté d'avant 6300 avant notre ère). Elles sont étudiées en relation avec celles, au décor similaire, du bassin du fleuve Liao, en Chine du Nord-est, datant de la même époque.
  - Décor estampé : Il existe aussi, à cette époque, une autre céramique à base plate, et dont le décor est produit par estampage d'un outil pointu autour de la lèvre. Cette céramique a eu beaucoup de succès sur les côtes Nord-est et Sud de la péninsule.
  - Décor incisé : Chulmun ancien : Les céramiques à traits incisés parallèles apparaissent à la même époque sur des vases à base plate (Nord-est et Est) et sur des vases à base pointue (Nord-ouest, centre Ouest et Sud). Sur les vases à base pointue du centre Ouest on distingue deux types : celles qui ne montrent qu'un seul motif, et celles qui en montrent plusieurs, comme sur le site d'Amsa-dong.
- Néolithique moyen (4000-3000)

Vers 4000 avant notre ère la céramique Chulmun, ou Jeulmun, (v. 8000-1500 avant notre ère) se répand sur toute la péninsule. Elle présente des formes simples et un léger décor qui semblait réalisé « au peigne », mais qui est, plus précisément, incisé. Elle est montée par modelage ou au colombin et cuite à 700 °C. Par comparaison avec la céramique de l'âge du bronze on suppose que la cuisson s'effectuait dans des fours en fosses peu profondes découvertes. La base est systématiquement courbe et pointue. La terre est sableuse et contient du Quartz ou du mica, et dans certaines régions de la poudre de coquillages, des fibres d'amiante, du talc ou du feldspath qui sont employés comme agents de renfort. Il y a trois types de capacité à ces poteries : 4, 17 et 56 litres. Chaque type a eu son usage spécifique pour prépare, cuire et conserver les denrées alimentaires. On a retrouvé des restes de glands au fond d'un de ces récipients sur le site d'Amsa-dong.
- Néolithique récent (3000-1500)

La céramique Chulmun est, alors, réalisée dans un matériau plus grossier, à gros grains de quartz (sable) et avec un décor sommaire. Les vases sans aucun décor se multiplient un peu partout. Dans le Nord-est, le décor estampé autour de la lèvre, qui n'avait pas disparu, se manifeste de manière plus systématique. D'autre-part, un décor en forme « d'éclairs » est signalé au Nord-est, tandis que le décor composé de deux bandes en légère saillie sous la lèvre apparait sur la côte Sud.

### L'Âge du bronze
L'âge du bronze (qui commence entre le XVe et le XIIIe siècle) se distingue des périodes précédentes par la céramique Mumun (v. 1500-300 AEC), aux formes épurées et très peu décorées - voire non décorées entre 850 et 550.

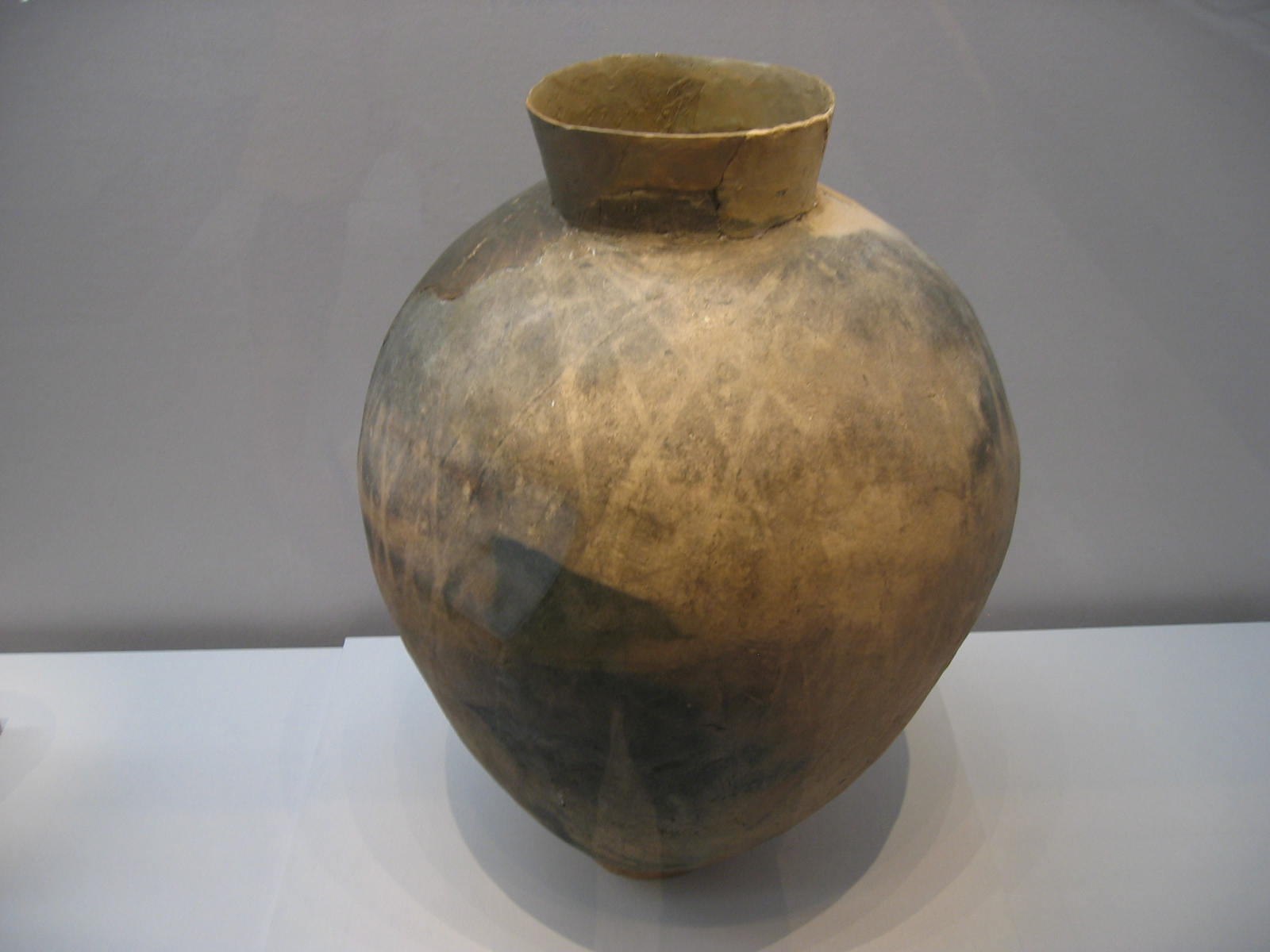
Grande jarre globulaire polie. Période Mumun moyen (VIIIe siècle AEC). Daepyeong. Musée national de Corée.
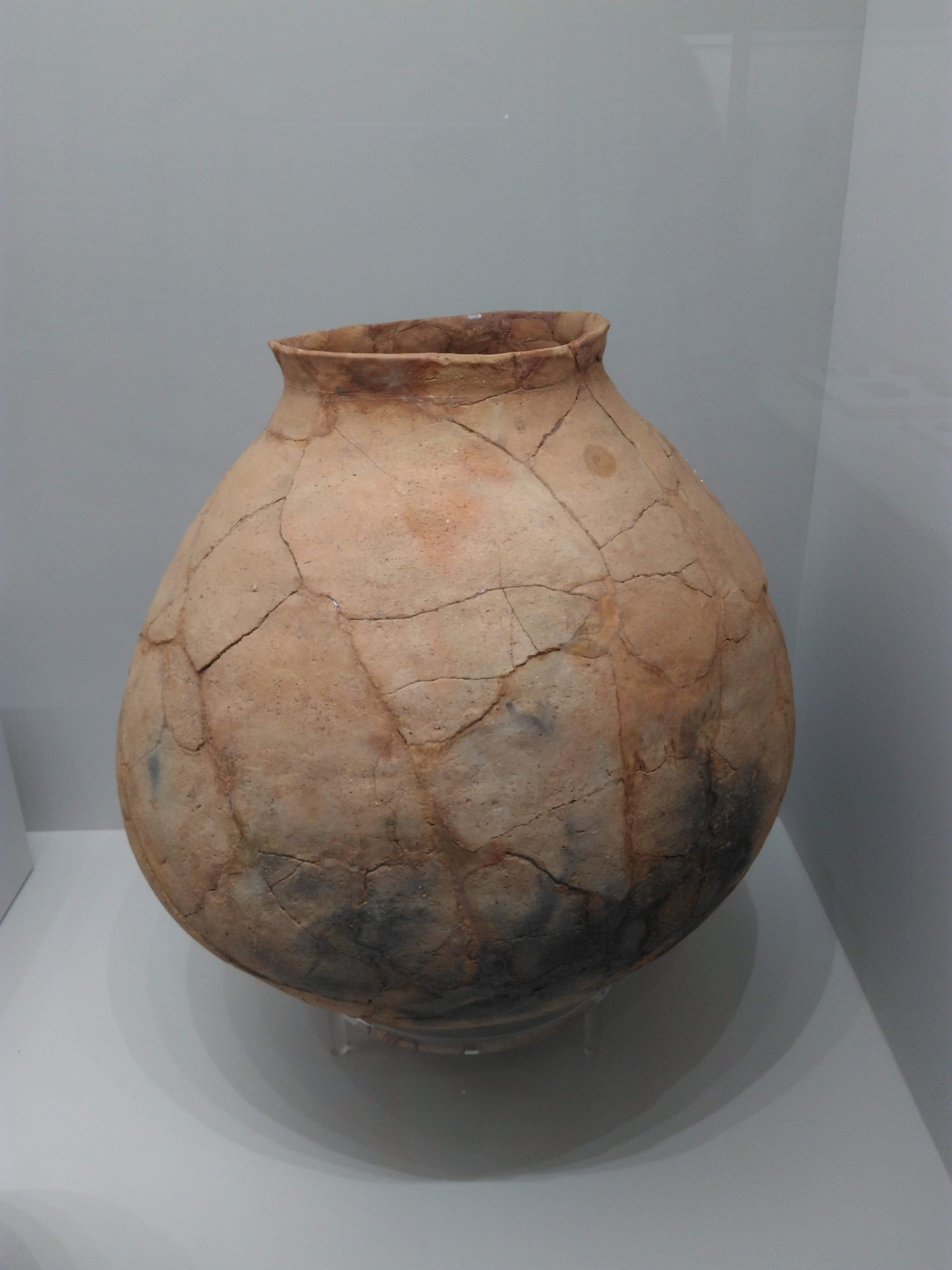
Jarre globulaire funéraire. Site de Majeon-ri, Nonsan, Chungcheong du Sud. v. 500 av. J.-C. Musée national, Buyeo
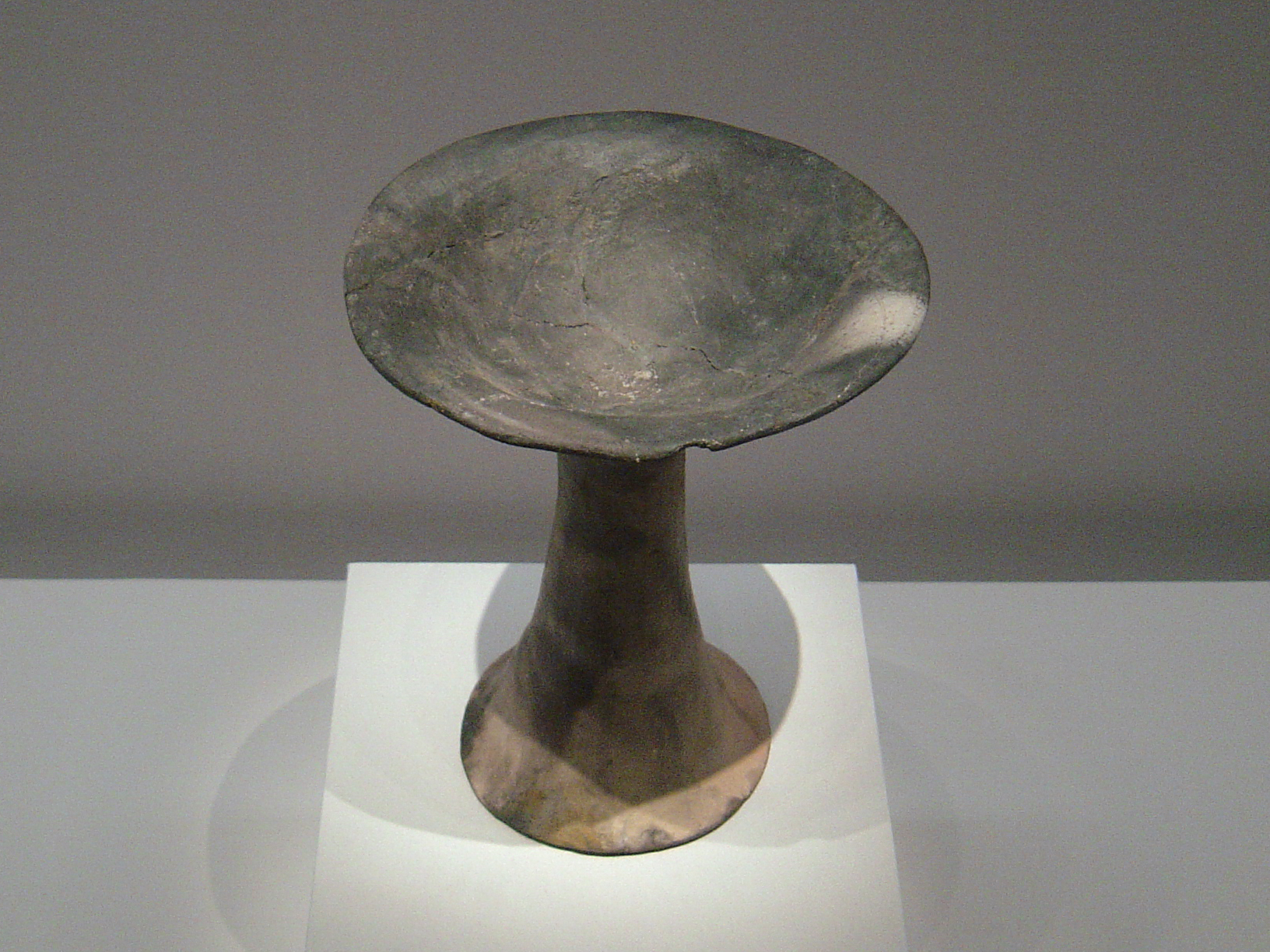
Coupe sur pied de l'Âge du bronze, période Gojoseon. Musée national de Corée

### L'Âge du fer
L'âge du fer commence en Corée vers le 3e siècle av. J.-C. et même un peu avant, avec l'invasion de l'ancien Chosŏn par l'État de Yan, depuis la Chine le long du cours du Toumen : c'est la période Samhan (ou Proto-Trois Royaumes, de -100 à +300), qui chevauche en partie la période des Trois Royaumes (- 57 à + 668). L'usage de fours adaptés à la production de fer favorise indirectement la production de nouvelles céramiques. Ainsi, cette période voit des céramiques cuites à une température bien plus élevée qu'auparavant. Ces températures sont obtenues dans les premiers fours fermés de Corée, qui produisent des grès de couleur grise (gyeongjil togi) à haute température en atmosphère réductrice. Cet usage de grès de couleur grise restera dominant pendant des siècles et sera communiqué, plus tard, à l'archipel de la période Kofun (v. 250-538). Certains grès sont décorés par battage (tanal muni) avec un battoir ayant un motif en relief, qui favorisent des distinctions régionales, notamment en ce qui concerne les motifs. Enfin, des céramiques plus stables et aux formes régulières indiquent l'usage du tour de potier et peut-être une division du travail. Ces nouveaux potiers travaillent avec des fours fermés, devant aussi appartenir à des groupes d'artisans spécialisés, et participent à la fragmentation sociale et politique de la Corée au cours de cette période.

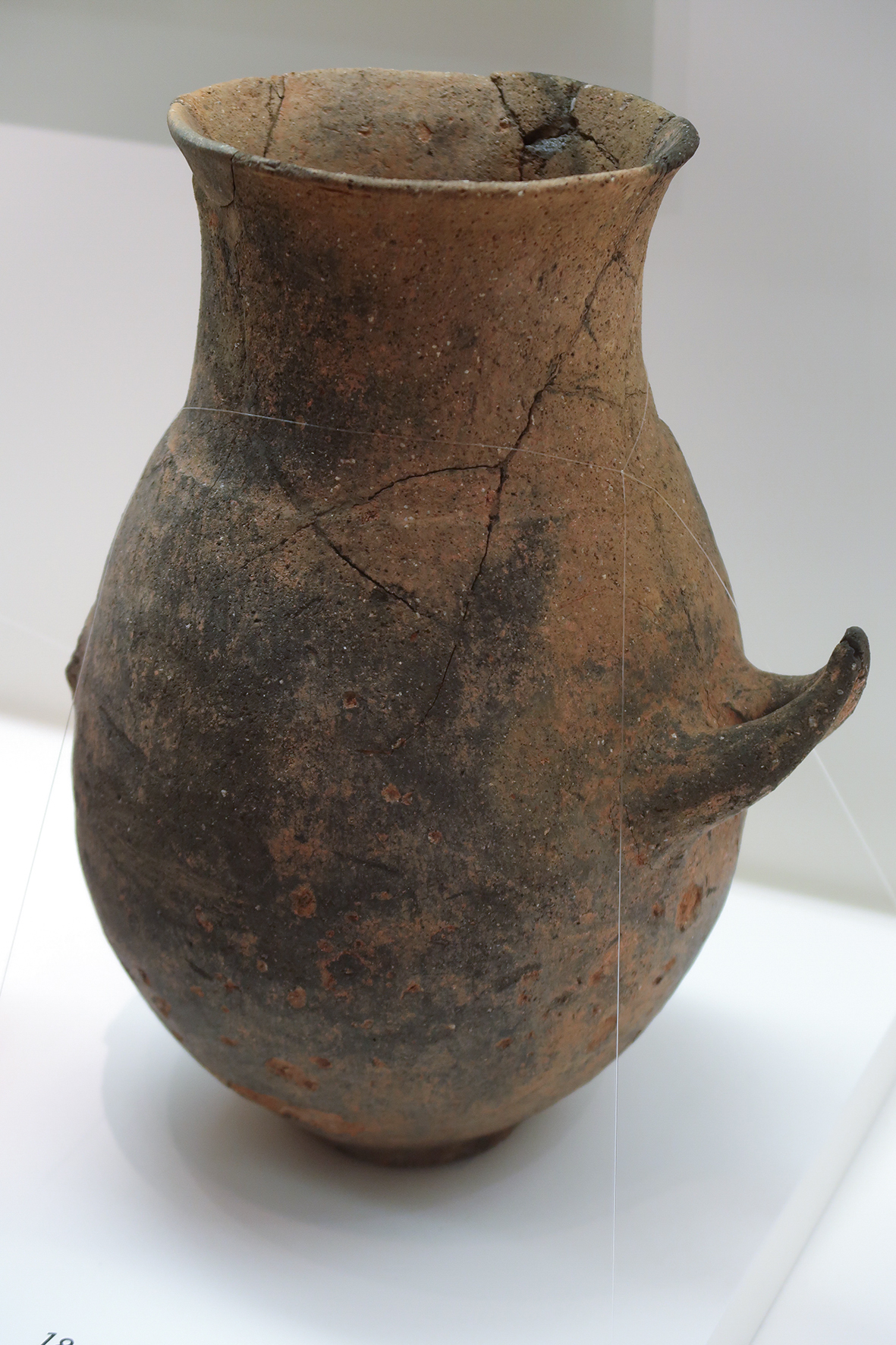
Jarre à 2 anses/ 2 cornes tenues par la pointe, H. v. 30 cm. Jeolla du Nord. Confédération de Jin, Ier – IIIe siècle av. J.-C. Musée national de Corée
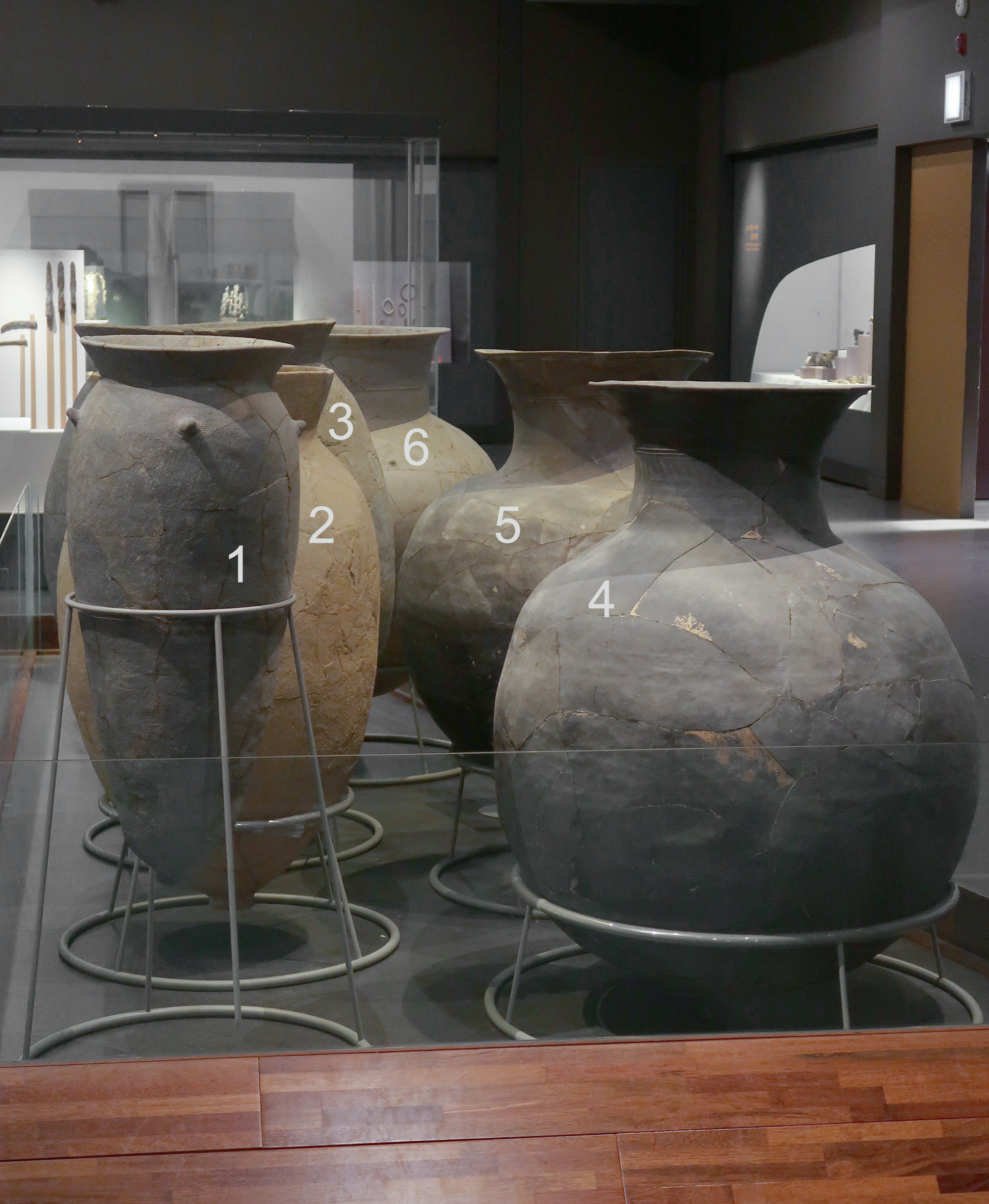
Grandes jarres globulaires: n° 4, 5, 6  (H. env 90–110 cm): période Samhan. Musée national de Daegu
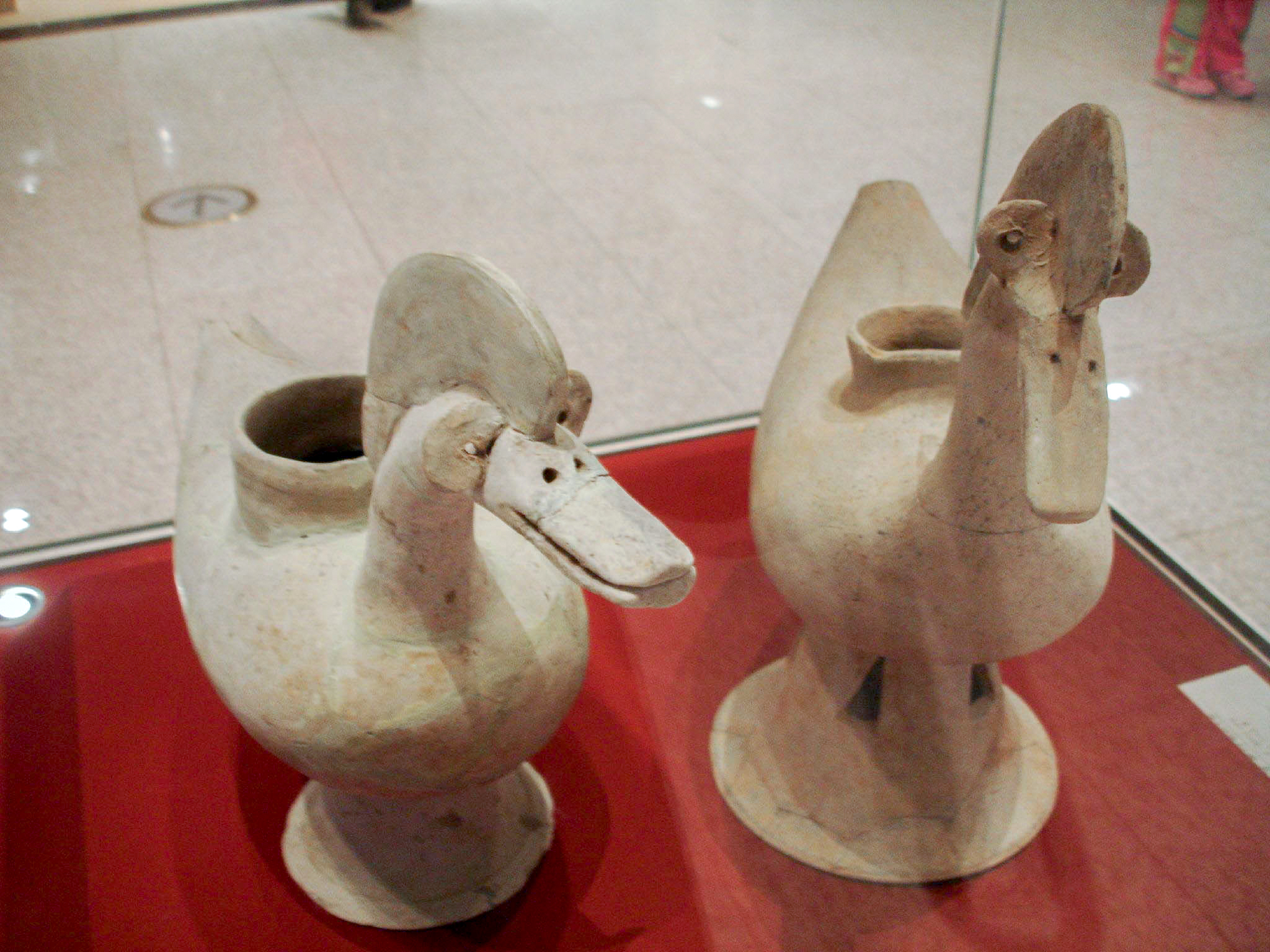
Vases modelés en forme de canards. Grès, H. 33,2 et 34,4 cm. Tombe de Jungsan-ri, Ulsan. Ier – IIIe siècle, période Samhan. Musée national de Corée.
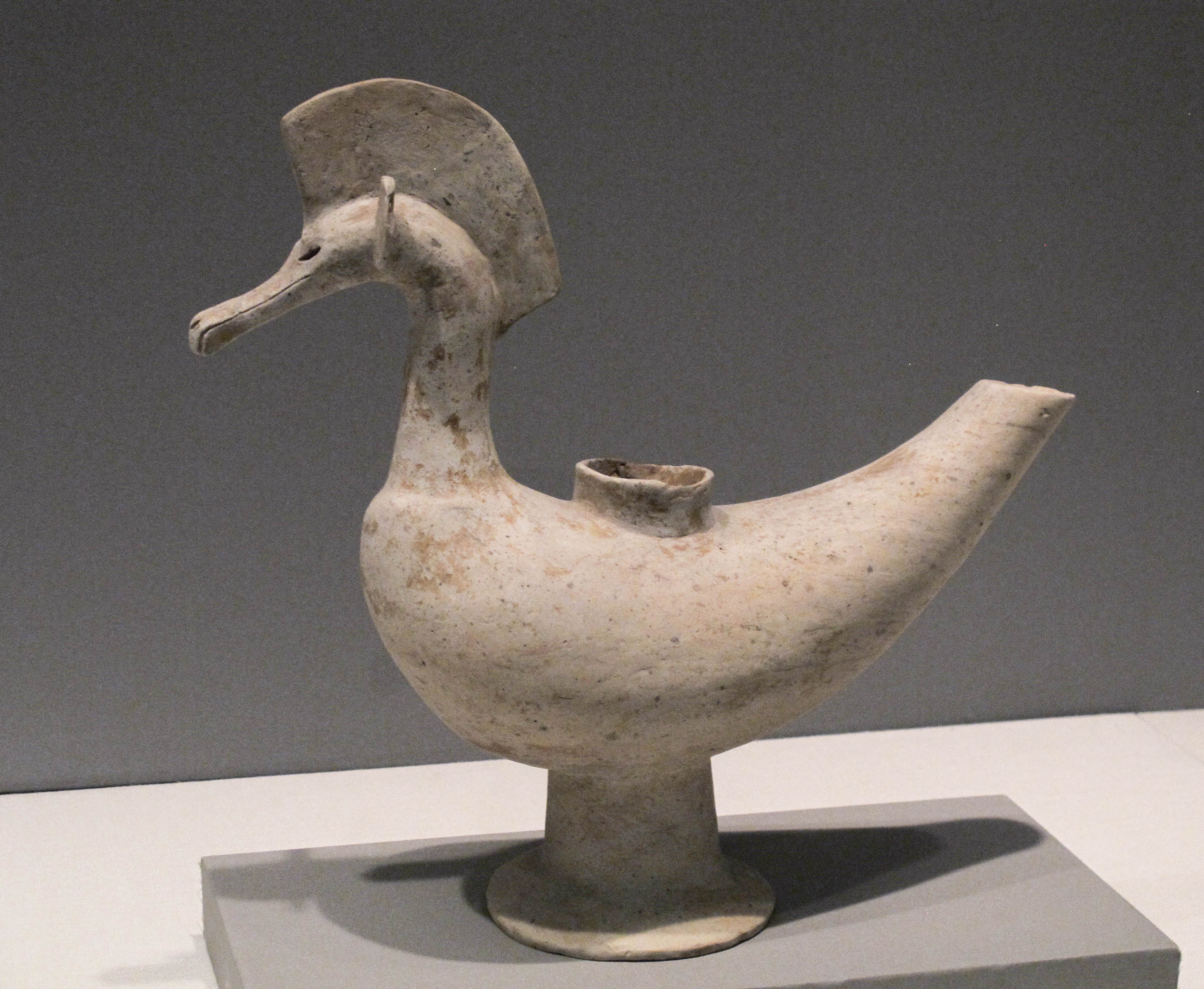
Vase modelé en forme de canards. Grès, L. 35,6 cm. Ier – IIIe siècle, période Samhan. Metropolitan Museum of Art.

Le grès cuit à basse température (yeonjil togi), cuit dans des fours ouverts, continue à fournir l'essentiel des céramiques d'usage courant.
Une poterie (wajil togi), ayant la solidité des tuiles et souvent à haut col et une bande en saillie sur la lèvre, apparaît dans la région de Yeongnam. Ce type de poterie semble accompagner le déplacement des populations de l'ancien Chosŏn, elle disparaît vers le IIe siècle de notre ère dans les régions de Hoseo (Hosŏ)  et de Honam. La majorité de ces poteries, au début de la période, sont des jarres rondes à haut col et large pied, munies de poignées en forme de cornes et décorées par battage. Dérivant de ces vases à haut col, on trouve, à la fin de cette période, des vases superbement modelés reproduisant divers objets ou animaux comme, ici, ces curieux vases en forme d'oiseaux.
La région de Honam se distingue avec des poteries en forme d'œuf et un versoir très ouvert (site coquillier de Haenam, Jeolla du Sud). Un site d'habitat (Daegok-ri, Suncheon) a livré une belle jarre au corps élancé et à large ouverture, décoré par battage. Le battoir ayant été trouvé sur place laisserait supposer que le four n'était guère éloigné des habitations.

### Trois Royaumes, Confédération de Gaya et Silla unifié

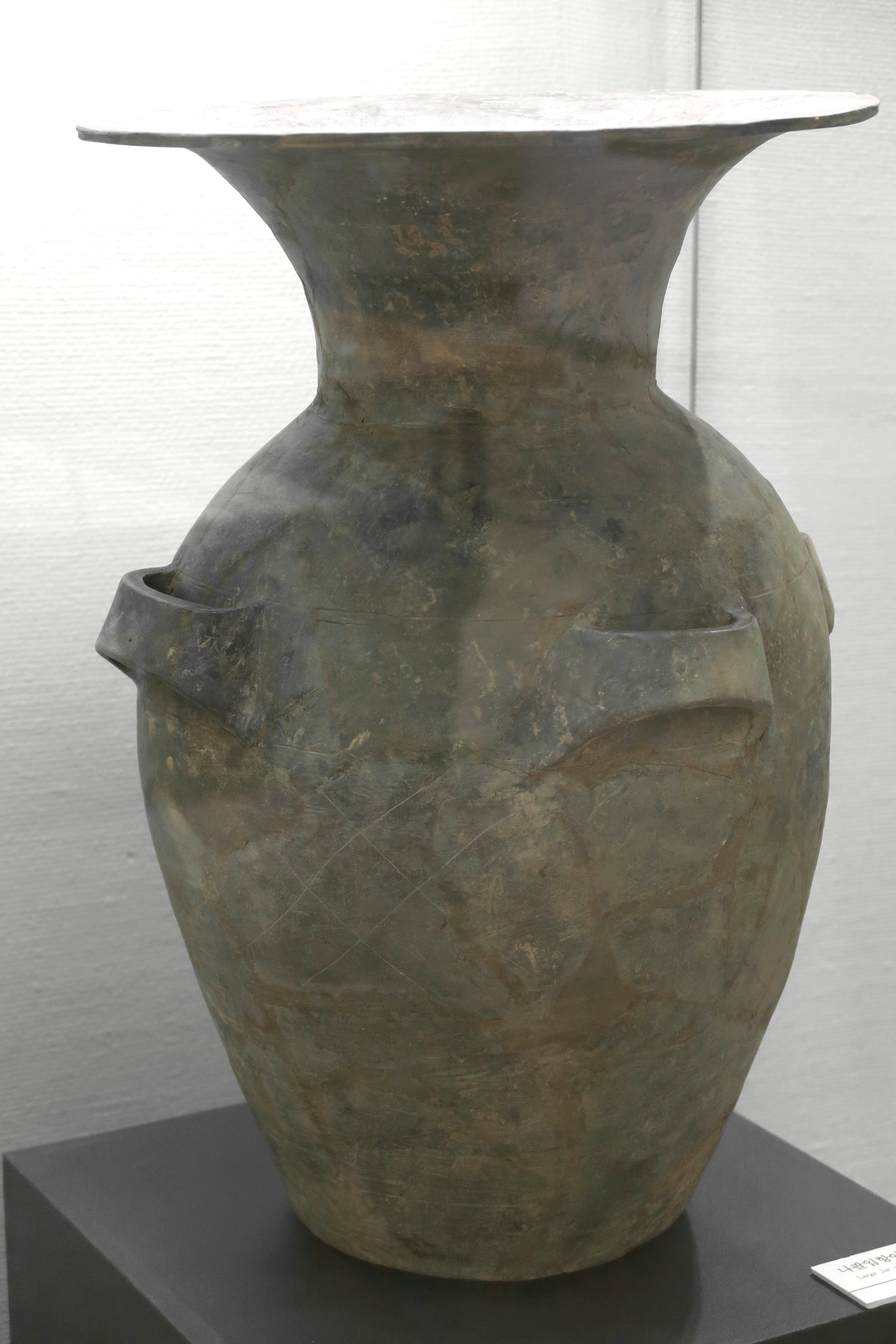
Jarre à large bouche, haut col, quatre anses et quadrillage oblique. Ve siècle. Koguryo. H. 59 cm[15]. Musée de l'Université nationale de Séoul.
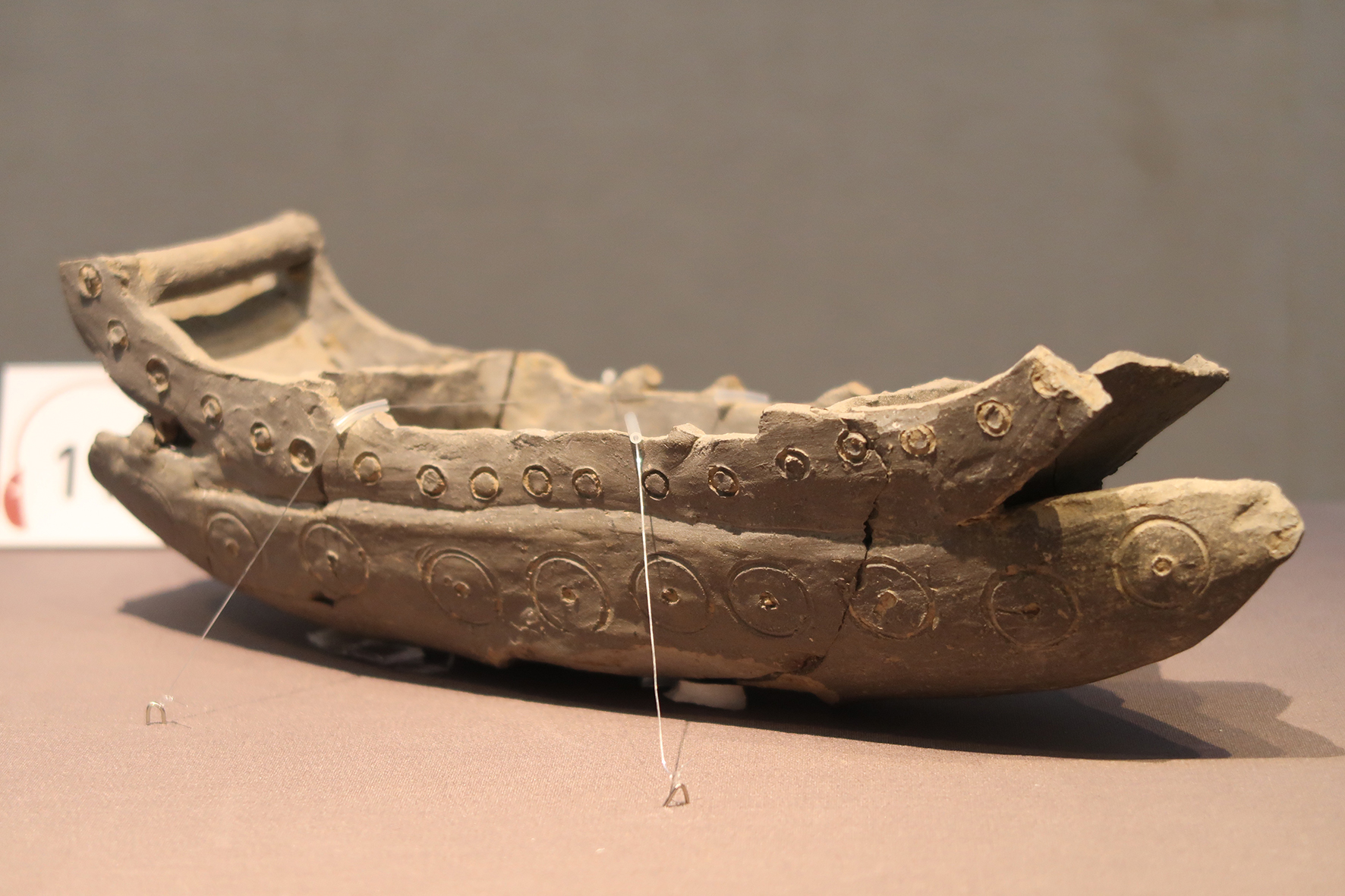
Reproduction d'un bateau. Terre cuite. L. 25,6 cm. Daegu. Trois Royaumes, IIIe – VIe siècle. Musée National de Daegu[16].
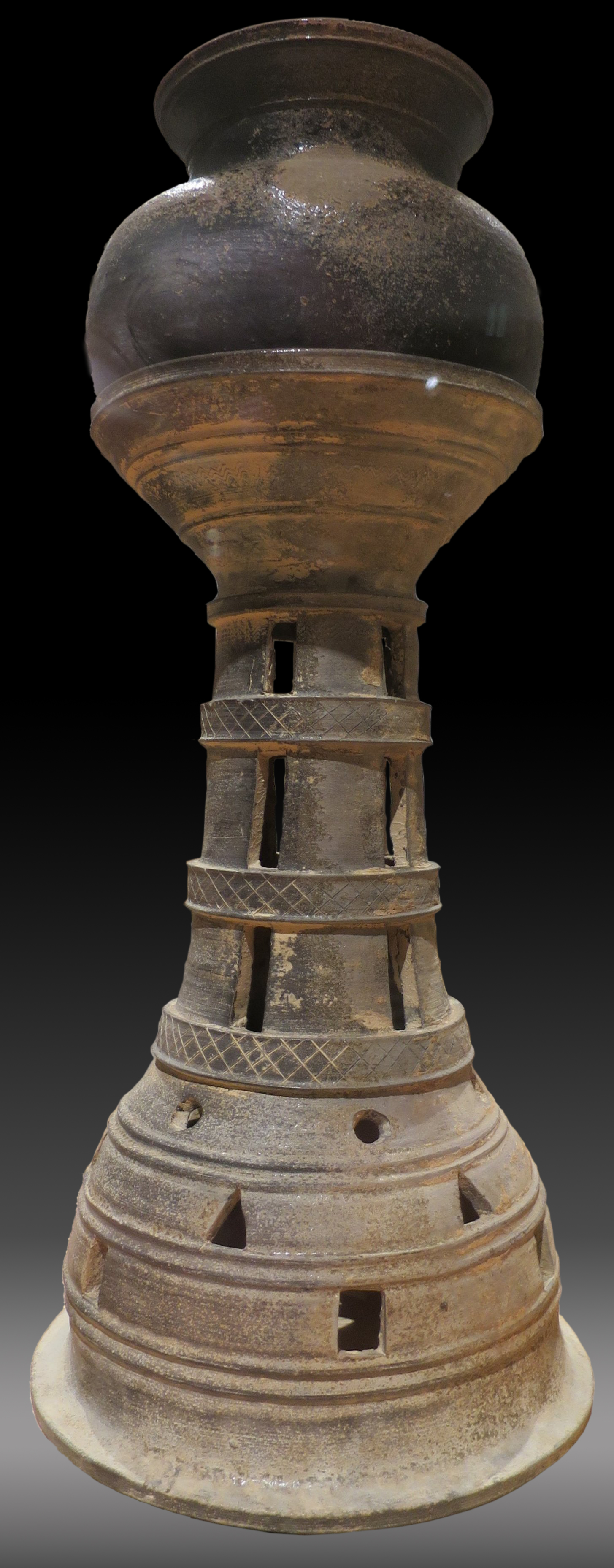
Jarre globulaire sur son piédestal ajouré. Grès à glaçure de cendre. Gaya. VIe siècle. Honolulu Museum of Art
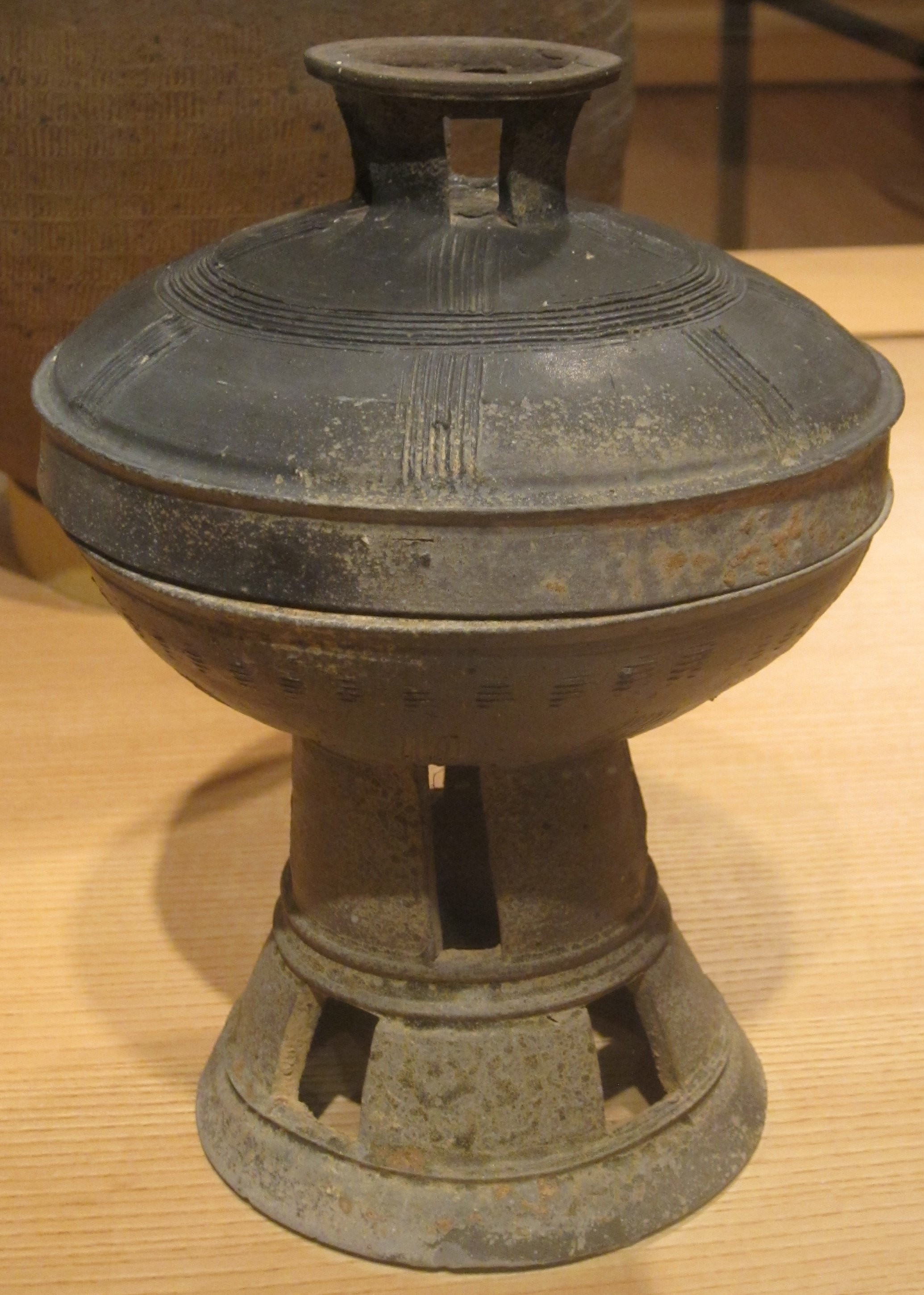
Coupe à couvercle sur piédestal ajouré. Grès à glaçure de cendre. Gaya. Ve ou VIe siècle. Honolulu Museum of Art
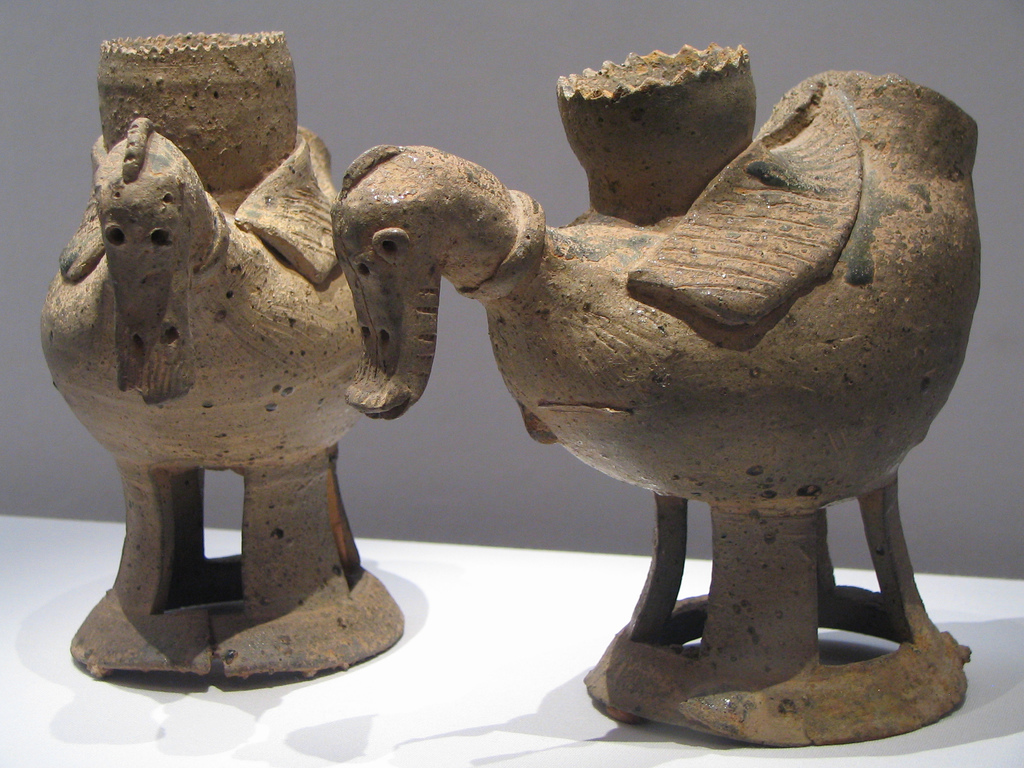
Récipient en forme de canard, leurs pattes faisant office de pied ajouré. Grès. confédération de Gaya, Ve ou VIe siècle. Musée national de Corée
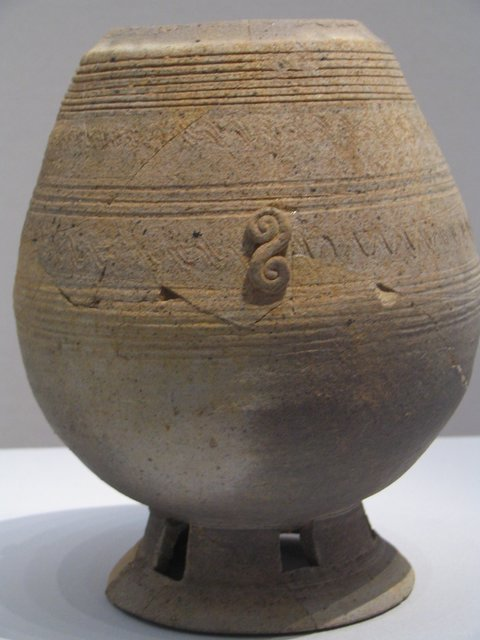
Jarre sur pied ajouré. Grès incisé à décor en relief appliqué. Gaya, Ve ou VIe siècle. Musée national de Corée
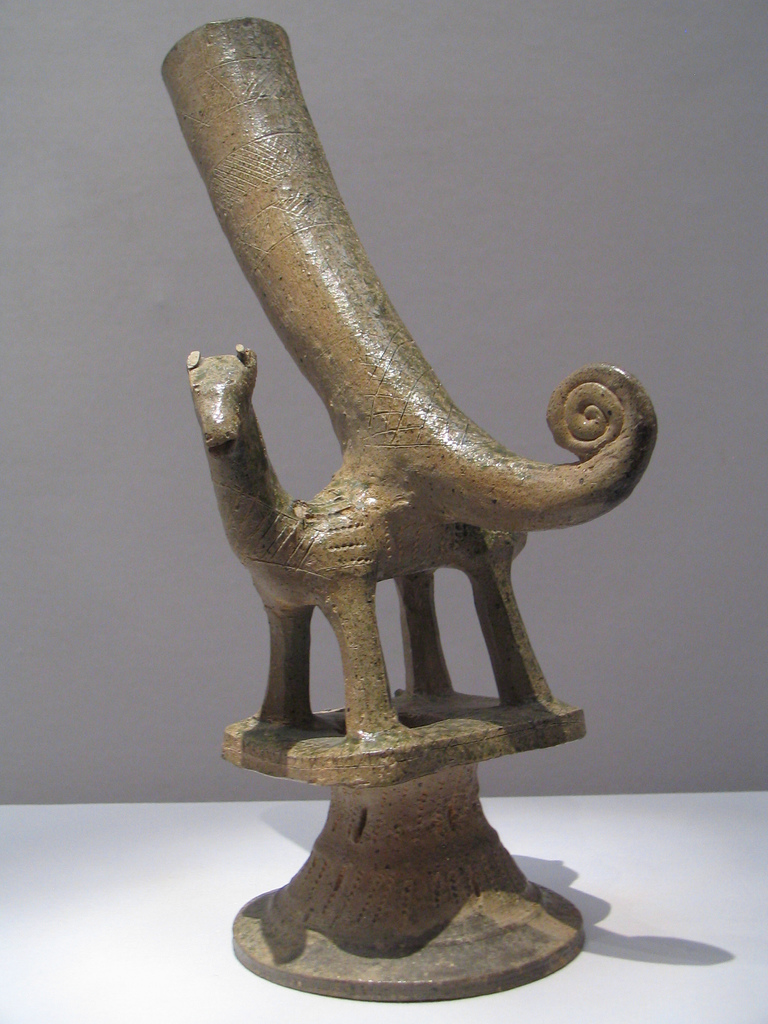
Coupe modelée et ciselée, en forme de trompe sur un animal se tenant sur un pied ajouré. Grès. Gaya, Ve ou VIe siècle. Musée national de Corée
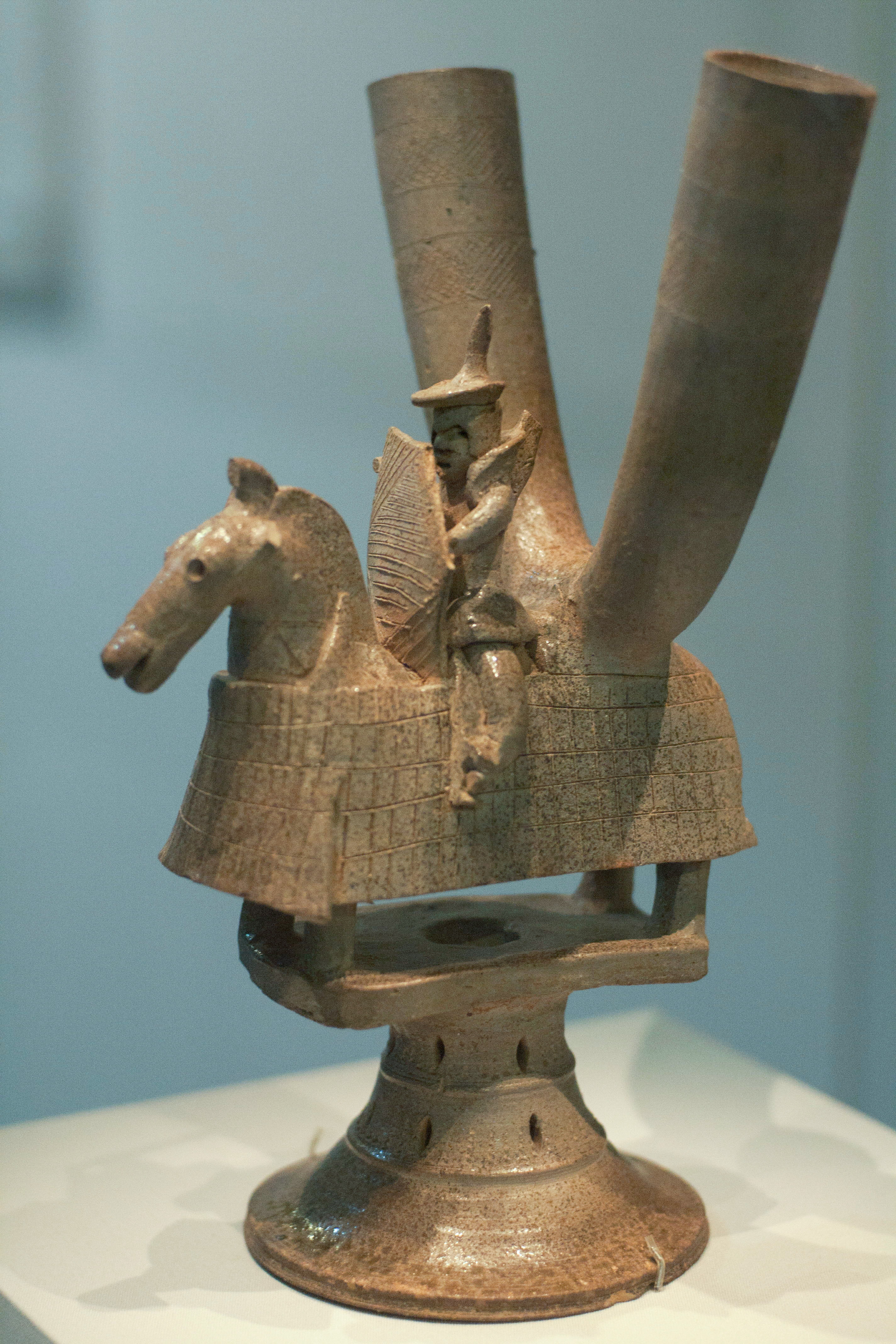
Double coupe à vin sur pied ajouré. Cavalier armé. H. 23 cm. Grès, Ve – VIe siècle. Confédération de Gaya. Musée national de Gyeongju

La céramique coréenne de cette période est en relation avec la céramique chinoise, en raison de l'occupation d'une partie du pays par la Chine de 108 AEC à 313 EC, au début de cette époque dite des Trois Royaumes et de la confédération de Gaya. Surtout, ce sont les premiers fours élaborés à la manière des fours chinois, sans doute au plus tard vers le IIIe siècle apr. J.-C. À partir du VIIe siècle, les températures de cuisson atteignent plus de 1 000 °C dans le premier royaume de Silla, ce qui permet de produire une céramique de grand feu au corps dur, léger et résistant, l'une des plus anciennes productions de grand-feu. L'aspect doucement brillant vient de l'acide siliceux contenu dans la terre qui vitrifie dans la masse à haute température. Les cendres volant dans le four peuvent donner une vitrification partielle de surface, des coulures vert foncé. De grands sites de fours ont été découverts dans le royaume de Baekje à Samnyong-ri et Sansu-ri, Jincheon (Chungcheong du Nord, Corée du Sud) qui ont confirmé l'existence de fours semi- ou entièrement enterrés. Dans les fours enterrés la gueule du four se trouvait à 2 m. sous terre, le bois étant versé depuis la surface. On suppose que ces fours ont été utilisés autour du IVe siècle.
Les Trois Royaumes de Corée (57 AEC - 668 EC), Silla, Goguryeo et Baekje, favorisèrent le renouvellement de la poterie coréenne. Des poteries grossières pour l'usage domestique furent produites dans de nombreux fours. Dans le royaume de Silla, le grès est cuit à plus de 1 000 °C, il est dur comme le fer, et on utilise un genre particulier de tour de potier. Dans le même temps, un certain nombre de statues très élaborées de personnages royaux, de gardiens et de chevaux, analogues aux mingqi en Chine, furent fabriquées pour l'usage domestique, pour les sanctuaires votifs impériaux, et aussi afin de servir d'escorte aux morts dans les tombes royales et dans les tombes des nobles ; certaines des pièces de cette époque furent tournées à l'aide d'un tour de potier, tandis que d'autres étaient façonnées simplement selon la technique de la poterie en colombins ou modelées.
Le savoir-faire relatif à la céramique coréenne, en particulier pour les grès de Gaya et de Silla, gris, a été exporté au nord de Kyushu puis dans tout l'ouest de l'archipel, ou probablement apporté par les immigrants issus de la péninsule qui s'y installent, et ce dès la période Kofun final (500-600). Les japonais appellent ces céramiques sue ; elles sont réalisées sur place.

#### Royaume de Silla et Silla unifié

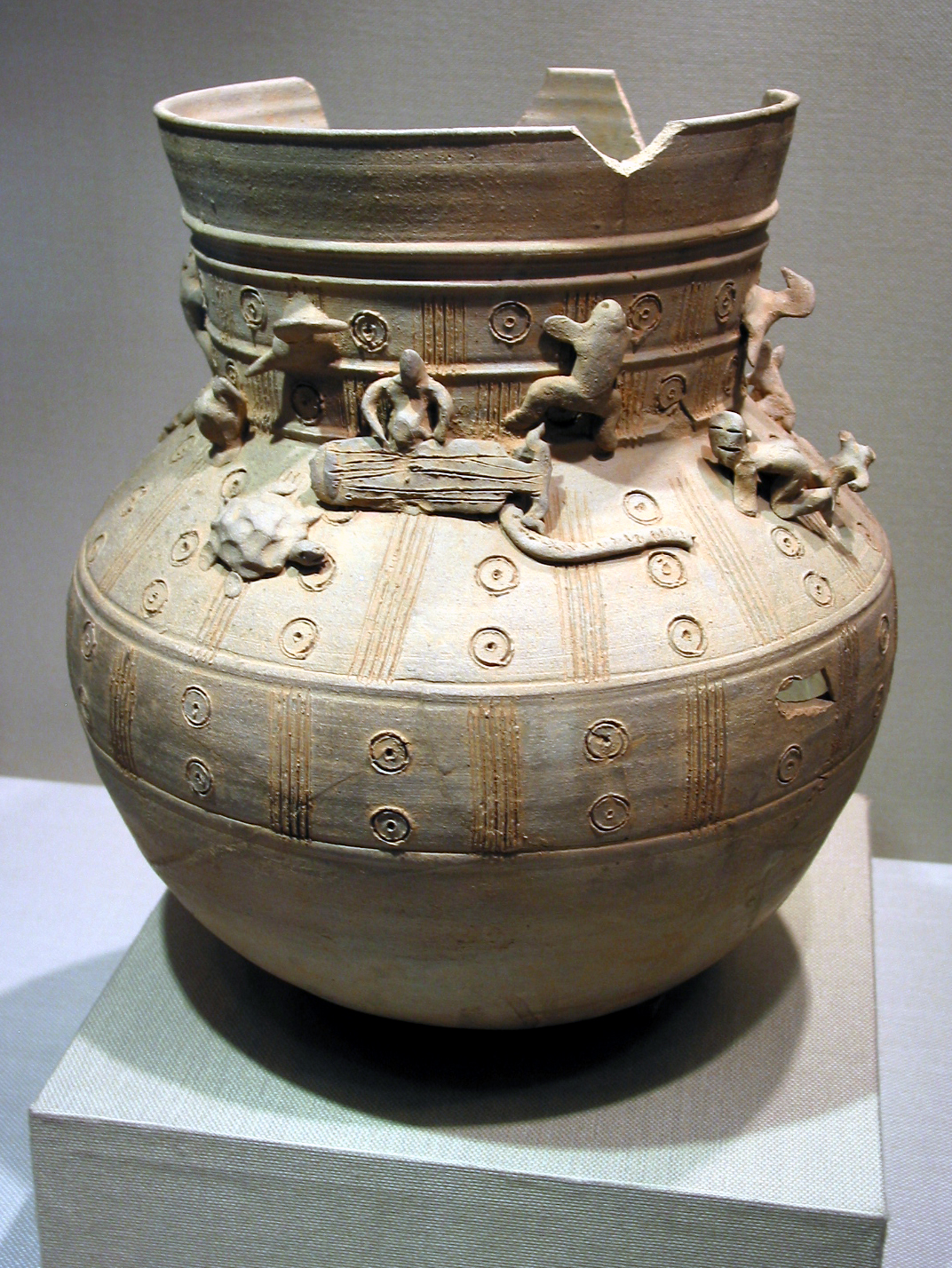
Urne funéraire à décor incisé et personnages modelés. Grès. État de Saro, Ve siècle. Musée national de Gyeongju
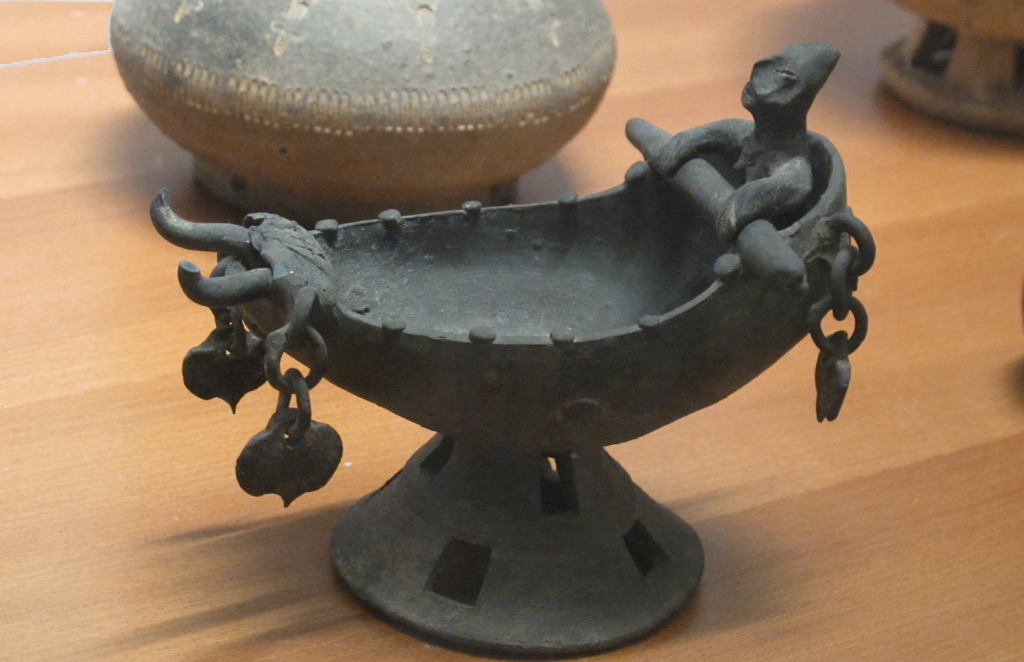
Coupe sur pied, grès à décor ajouré, barque avec personnage. Ancien Silla, Ve – VIe siècle. Musée Guimet
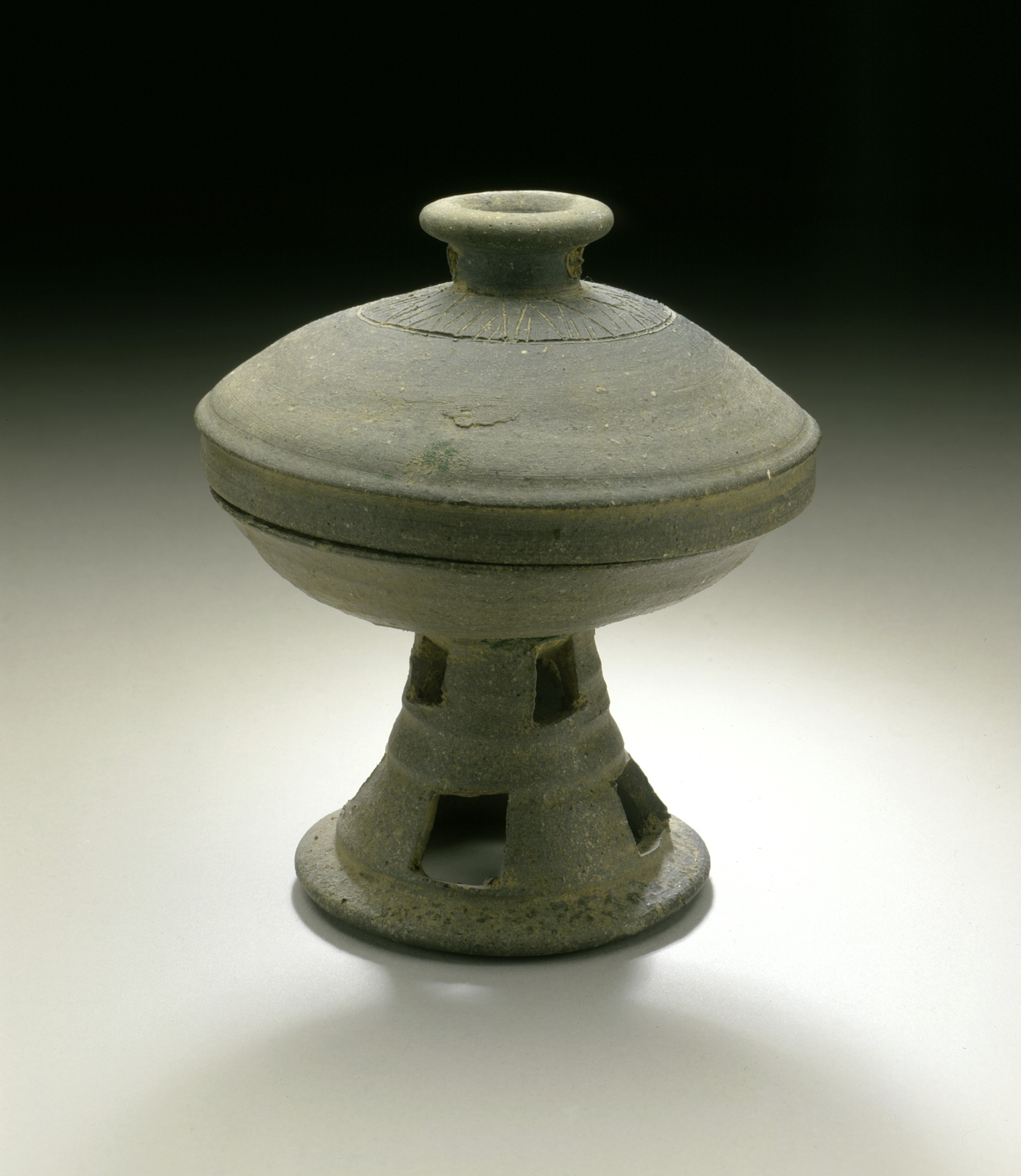
Coupe sur piédestal et couvercle[22]. Grès incisé, glaçure naturelle, H. 12,7 cm. Ve – VIIe siècle. Ancien Silla. LACMA
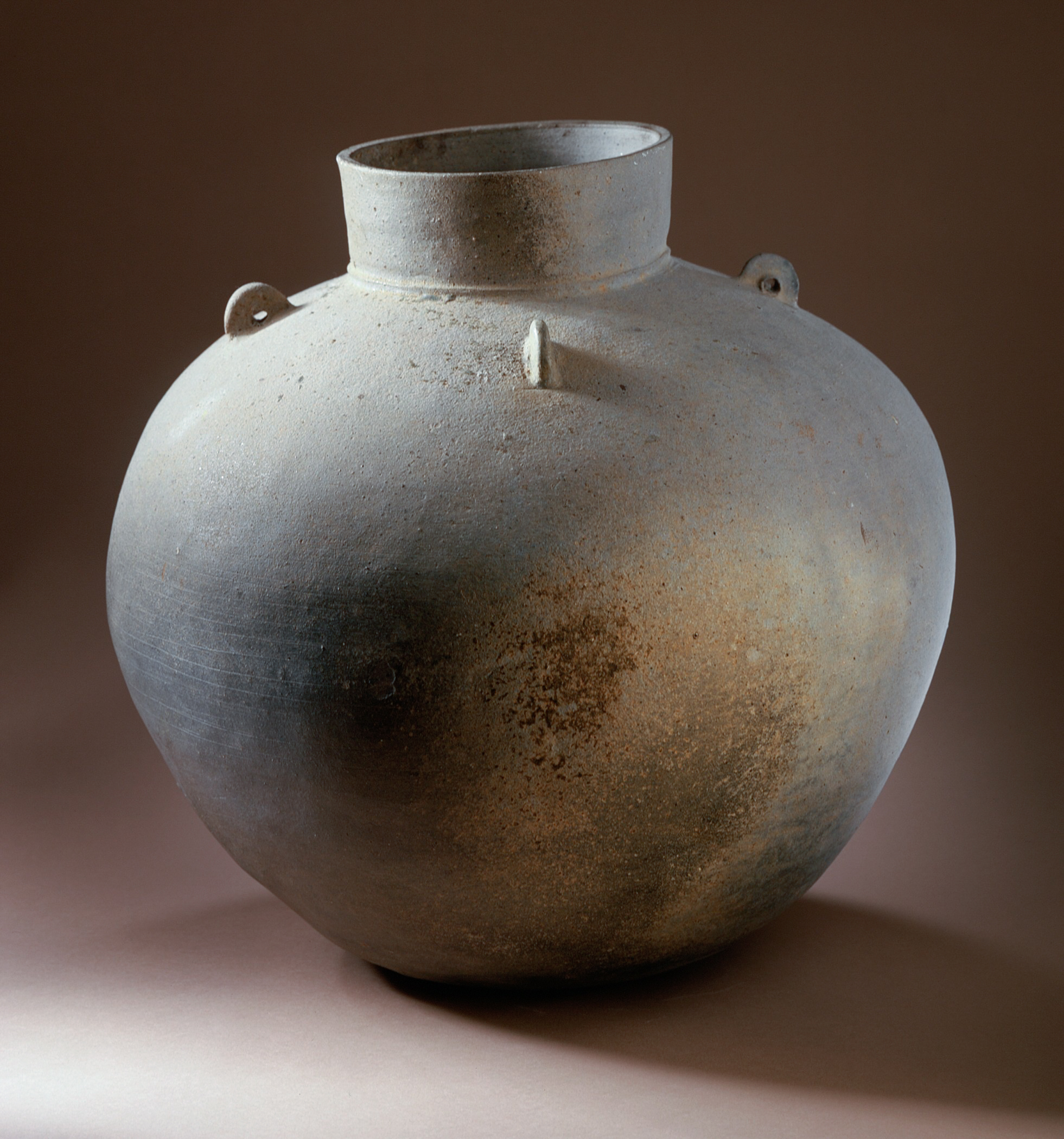
Jarre à quatre anses d'épaule. Grès à glaçure naturelle de cendre. D. 43 cm. Ancien Silla, Ve – VIIe siècle. LACMA
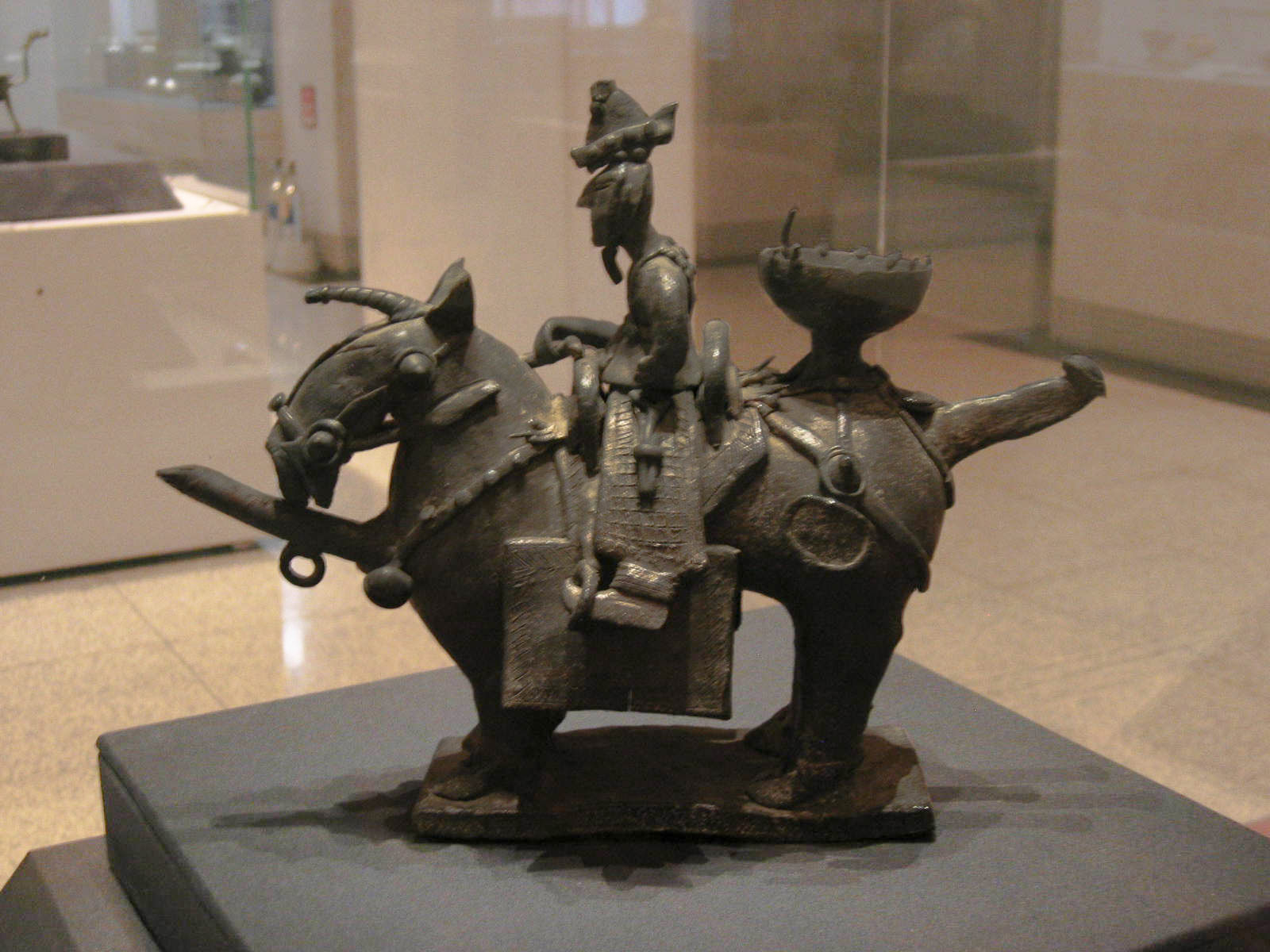
Vase - figurine : cavalier armé. Grès, H. 23 cm. Ancien Silla. Trésor national, Musée national de Corée
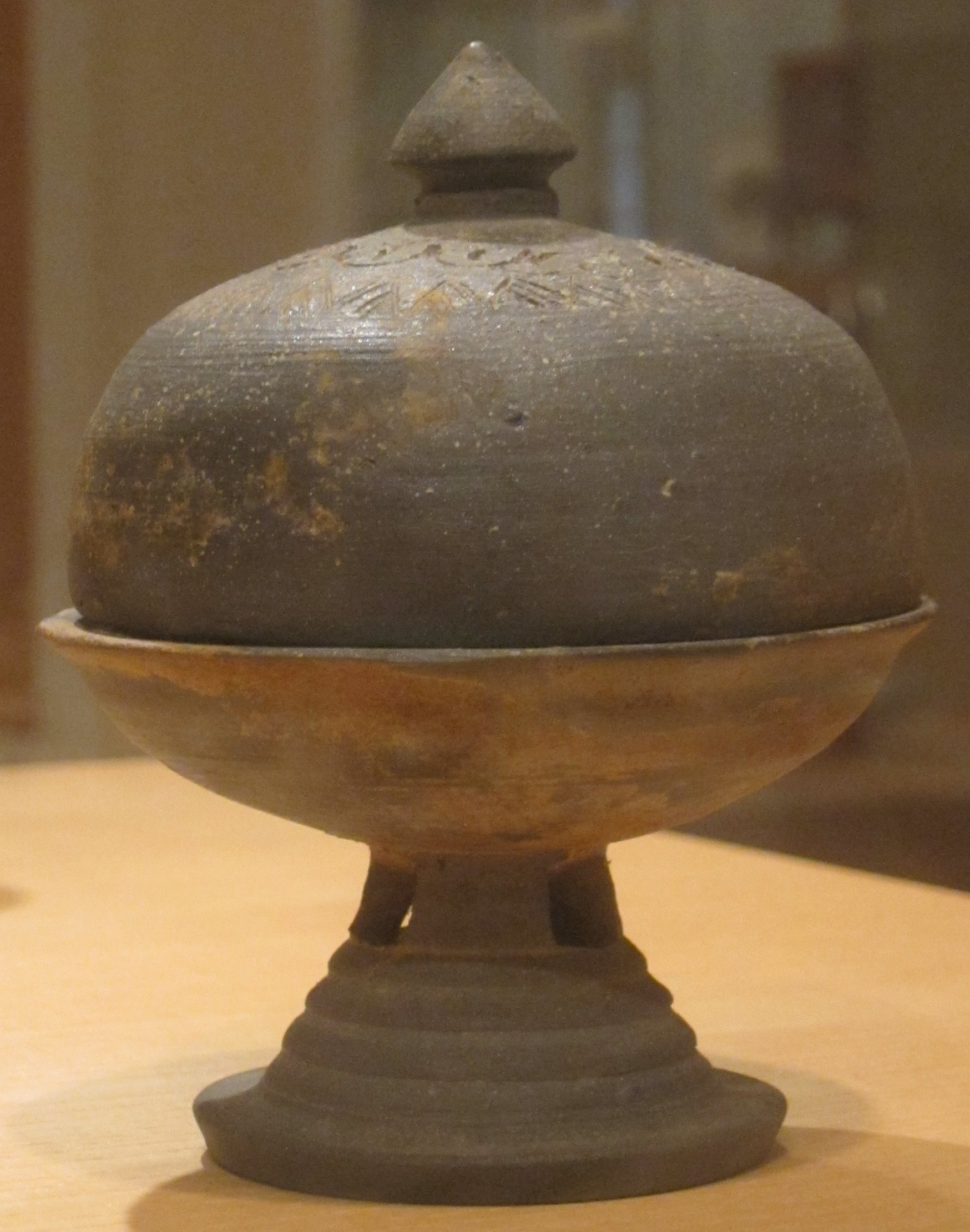
Plat à couvercle sur pied ajouré. Grès à décor incisé et gravé. Silla unifié. VIIe siècle. Honolulu Museum of Art
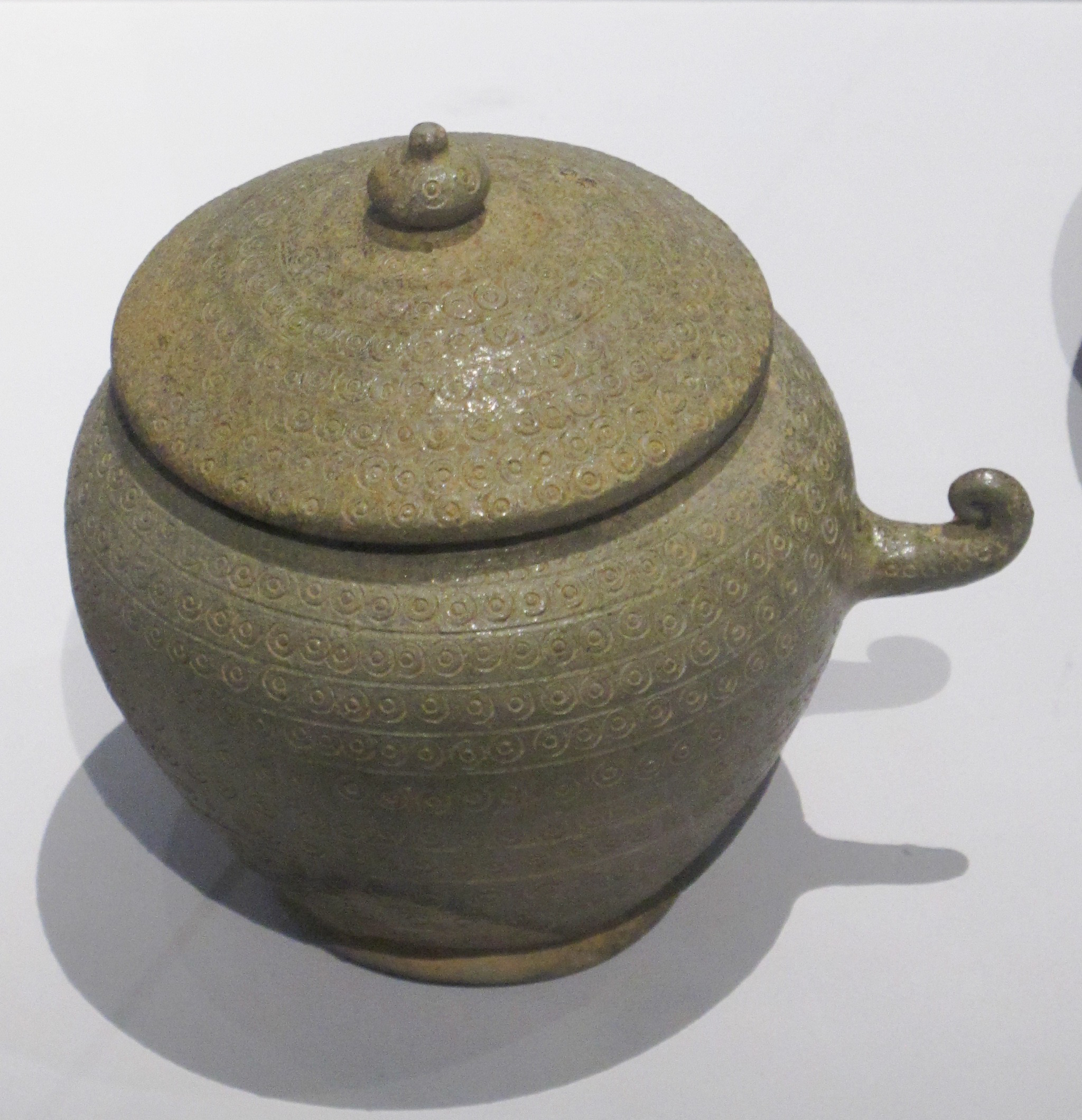
Jarre cinéraire et son couvercle, décor estampé. Grès glaçuré, H 16 cm. Silla unifié, début VIIIe siècle. Musée national de Corée
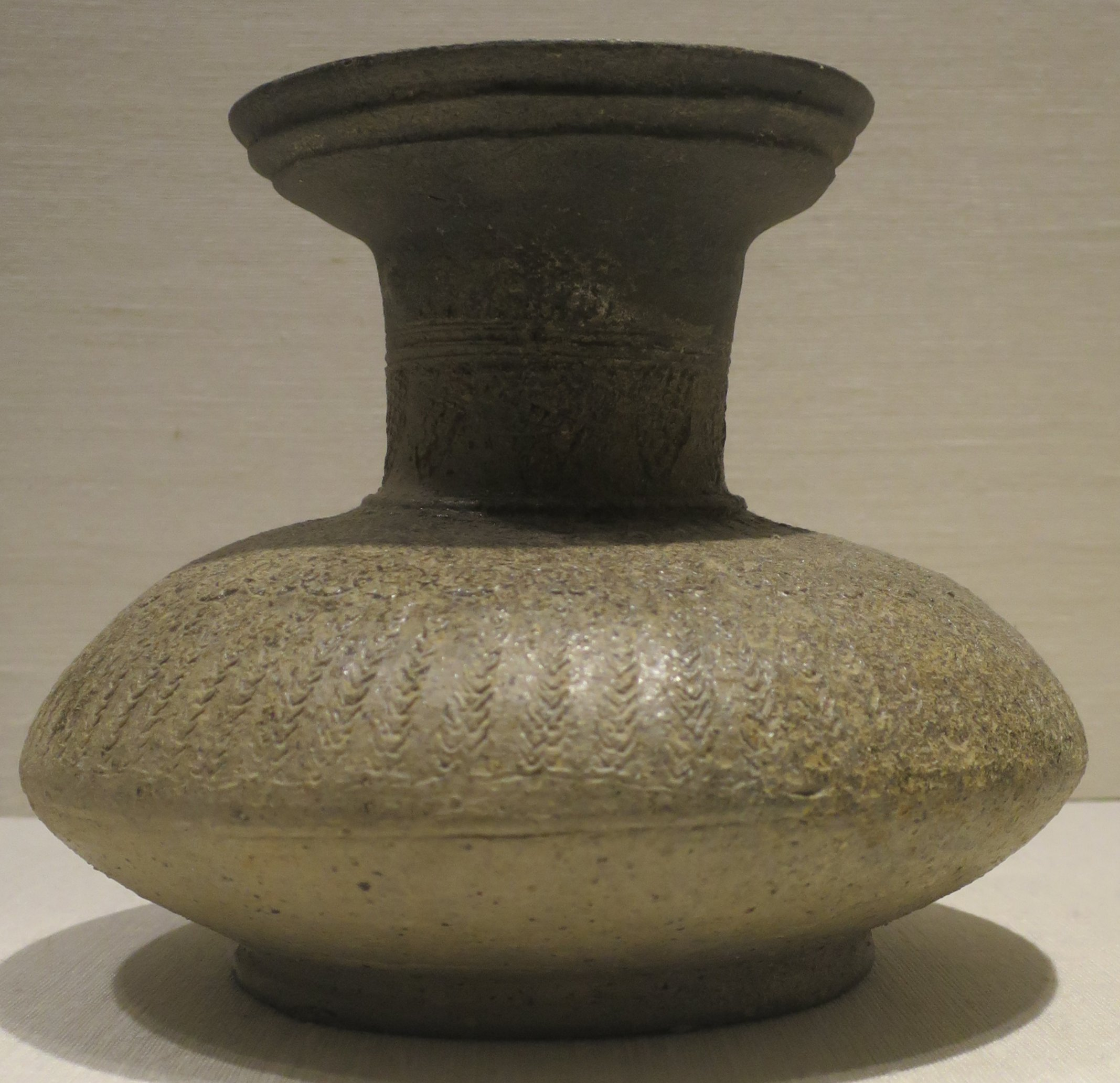
Jarre à long col à décor estampé. Grès, H. 16 cm. Silla unifié, VIIIe siècle. Dayton Art Institute

Pendant la période du petit royaume de Silla, situé au sud-est de la péninsule à l'époque des Trois Royaumes, il y a peu de différences entre les pratiques en usage à Gaya et celles de Silla. L'évolution de la céramique de Silla se manifeste sur les vases sur piédestal : 1 / Le piédestal porte, d'abord, deux rangs de grandes "fenêtres" alignées alternativement ; 2 / les parois des vases s'amincissent, la forme des "fenêtres" tend au carré, et il n'y en a plus qu'un seul rang ; 3 / les piédestaux tendent à avoir une lèvre, et leur taille diminue ; 4 / le vase se fait plus profond, le piédestal se fait encore plus court et s'incurve. Après l'unification, les techniques, les formes et les motifs de Silla se retrouvent progressivement partout dans la péninsule unifiée. Mais ceci ne se produit pas partout, c'est parfois le style de Koguryo ou celui de Baekje qui influence les nouvelles productions. Comme avant l'unification, la crémation des défunts reste généralisée ; les jarres et autres objets funéraires peuvent s'enrichir de motifs décoratifs, la cuisson se limitant à 700–800 °C. On voit aussi apparaitre des glaçures, pourtant connues depuis le IVe siècle dans Koguryo. Mais ce procédé ne se disperse, partout, qu'à cette époque. Enfin, ce qu'en Occident nous appelons « proto-porcelaine » est utilisée (à côté des vases glaçurés) à l'époque des Trois royaumes, mais elle est alors importée de Chine. Or dans Silla Unifié cette « proto-porcelaine » est produite en Corée à partir du IXe siècle, tandis que le grès continuera toujours à être utilisé au quotidien, et sa production ne cesse de croître à cette époque. Par ailleurs, le décor des grès funéraires glaçurés est souvent réalisé, toujours à l'époque de Silla Unifié, par estampage ou poinçonnement de petits outils façonnés dont l'impression répétée produit des frises en registres superposés infiniment variés.

### Dynastie Goryeo

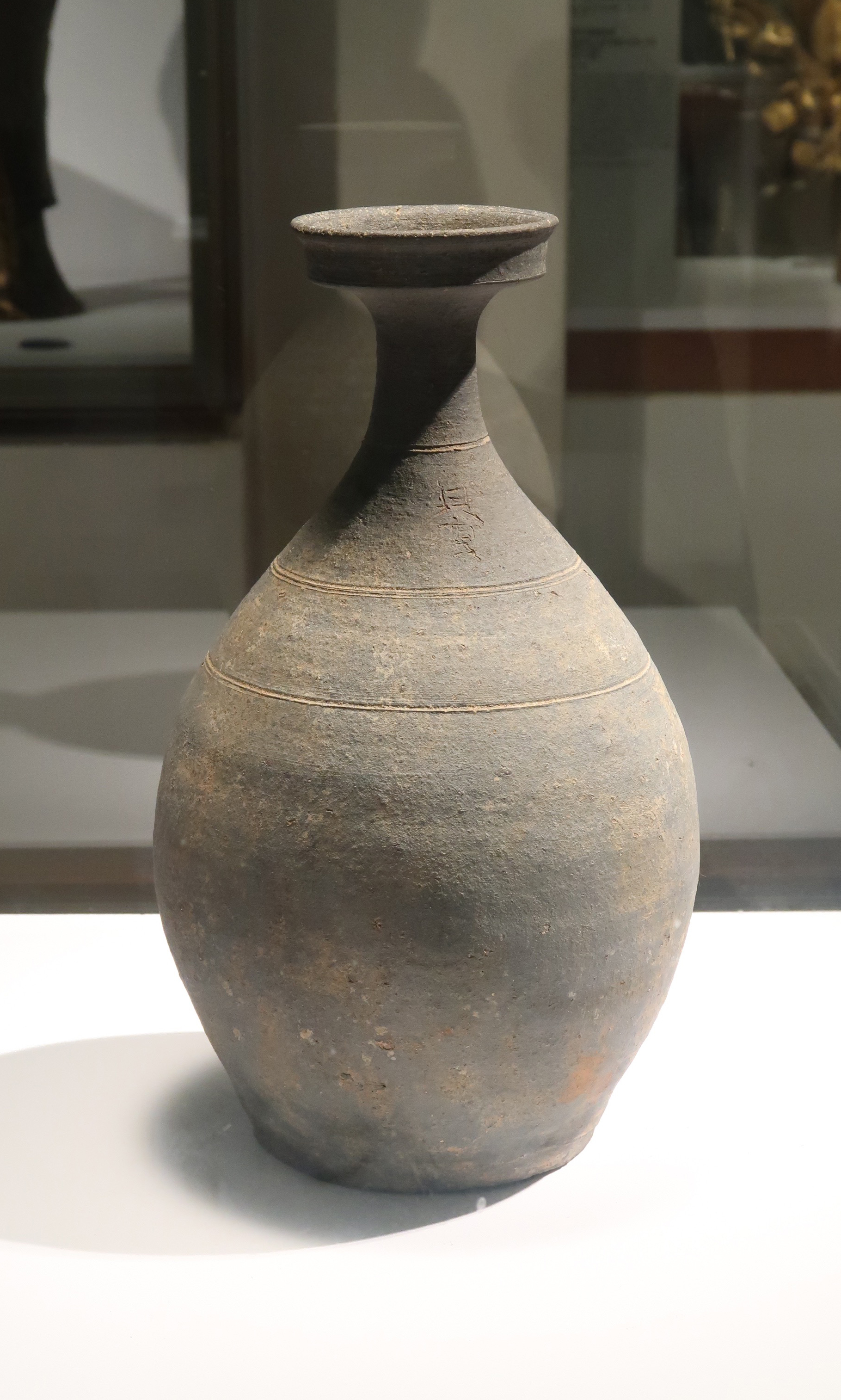
Bouteille. Terre cuite. Xe – XIe siècle. Musée Guimet
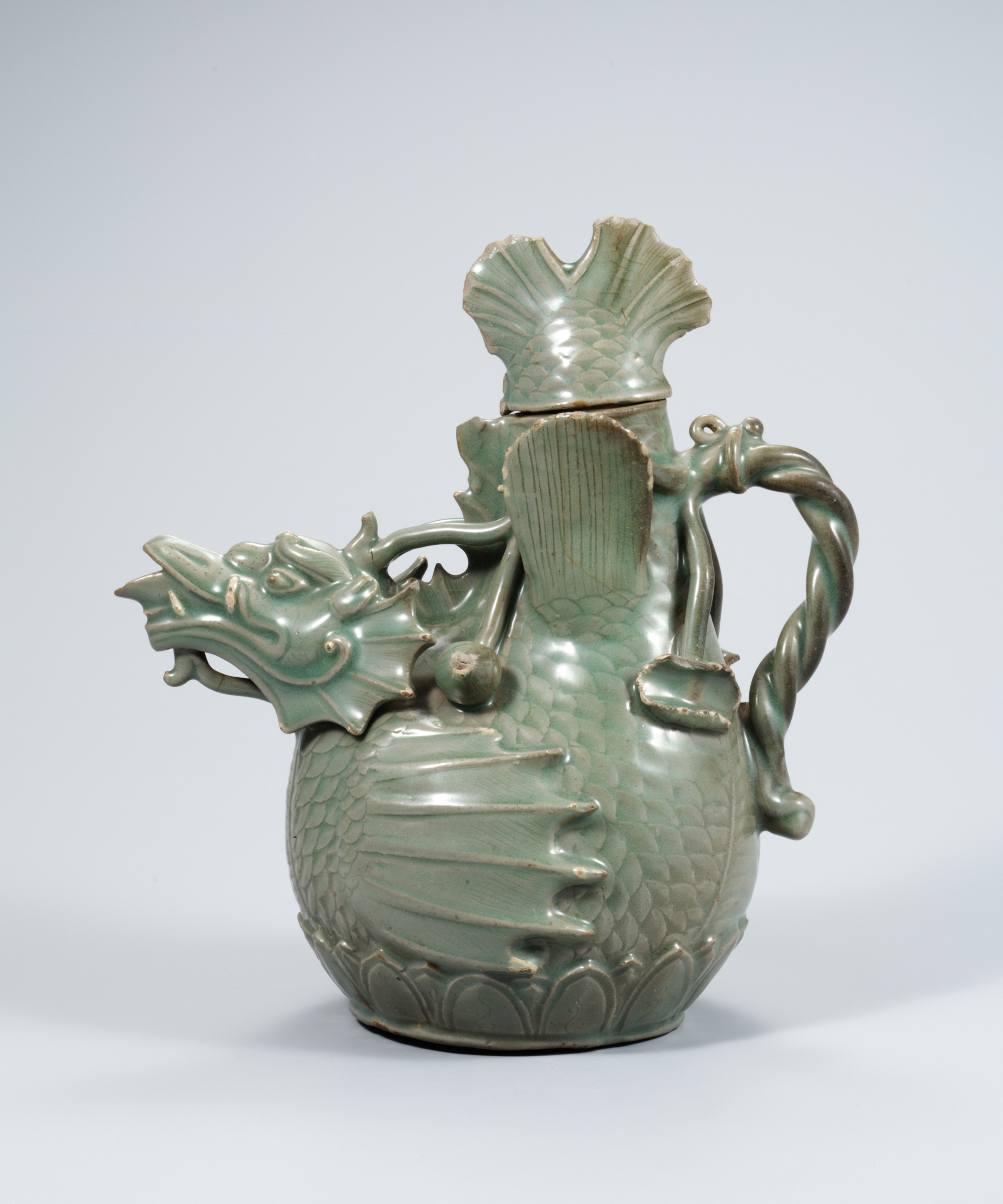
Verseuse en forme de dragon. Céladon, époque Goryeo, XIIe siècle. Musée national de Corée
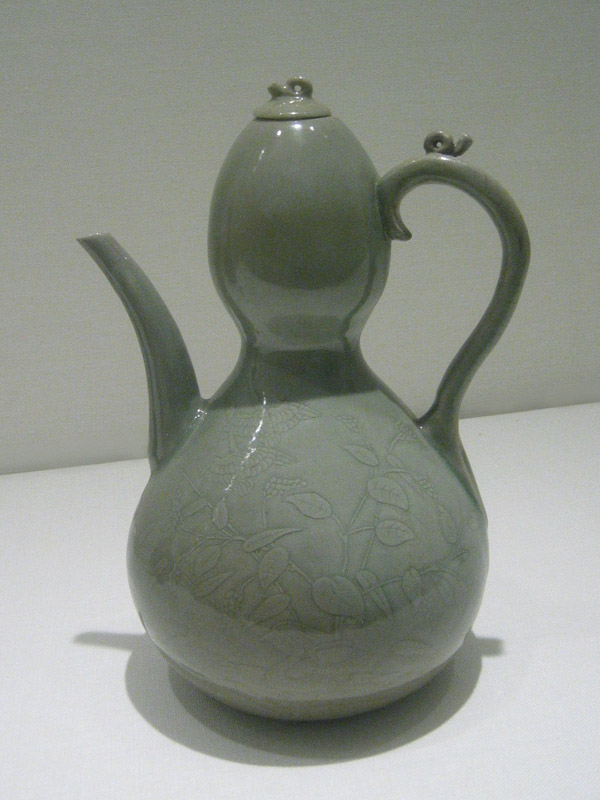
Verseuse / double gourde : sauvagines et roseaux. Grès à décor gravé et incisé sous couverte céladon. H. 26,7 cm. Début XIIe siècle. Met
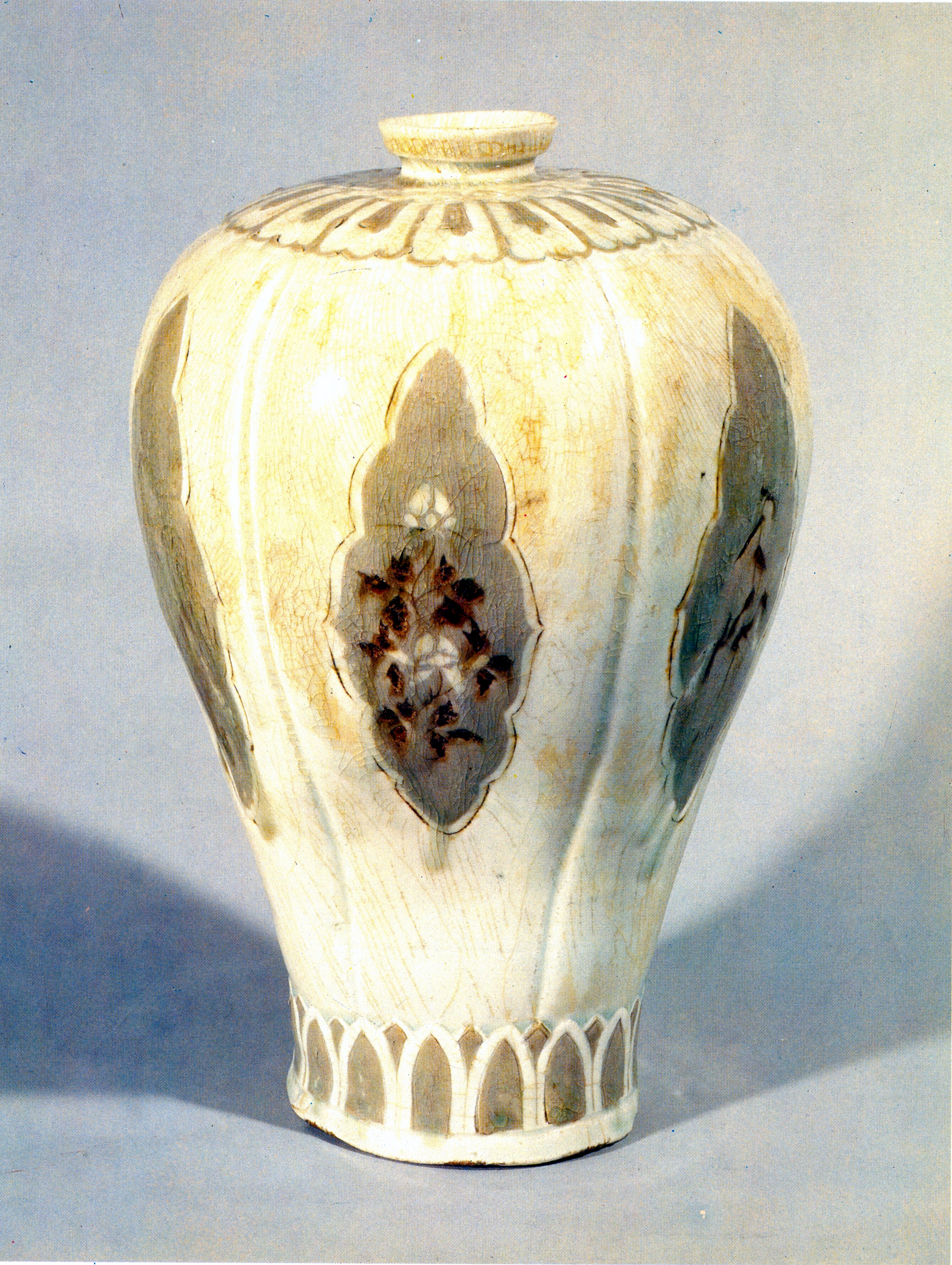
Vase maebyeong. Porcelaine blanche à 6 décors incrustés. Face des pruniers en fleurs. H. 29,2 cm. Goryeo, XIIe siècle. Musée national de Corée
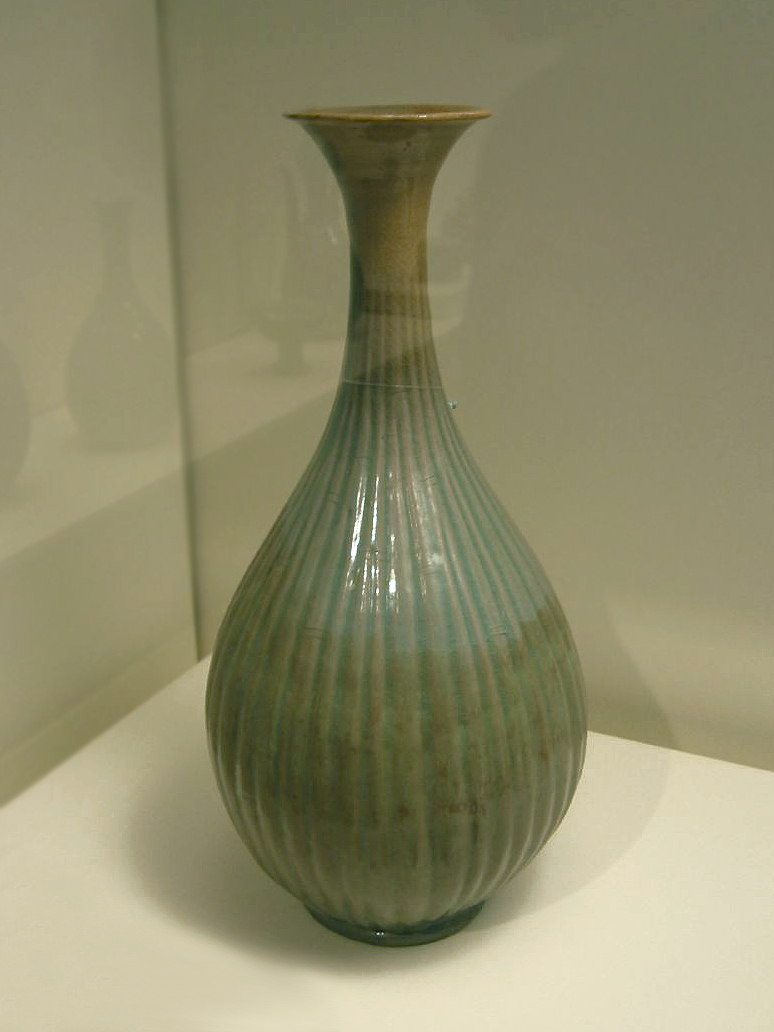
Flacon à décor canelé et incisé sous couverte céladon. Époque Goryeo (1150-1200). Musée d'art asiatique de San Francisco
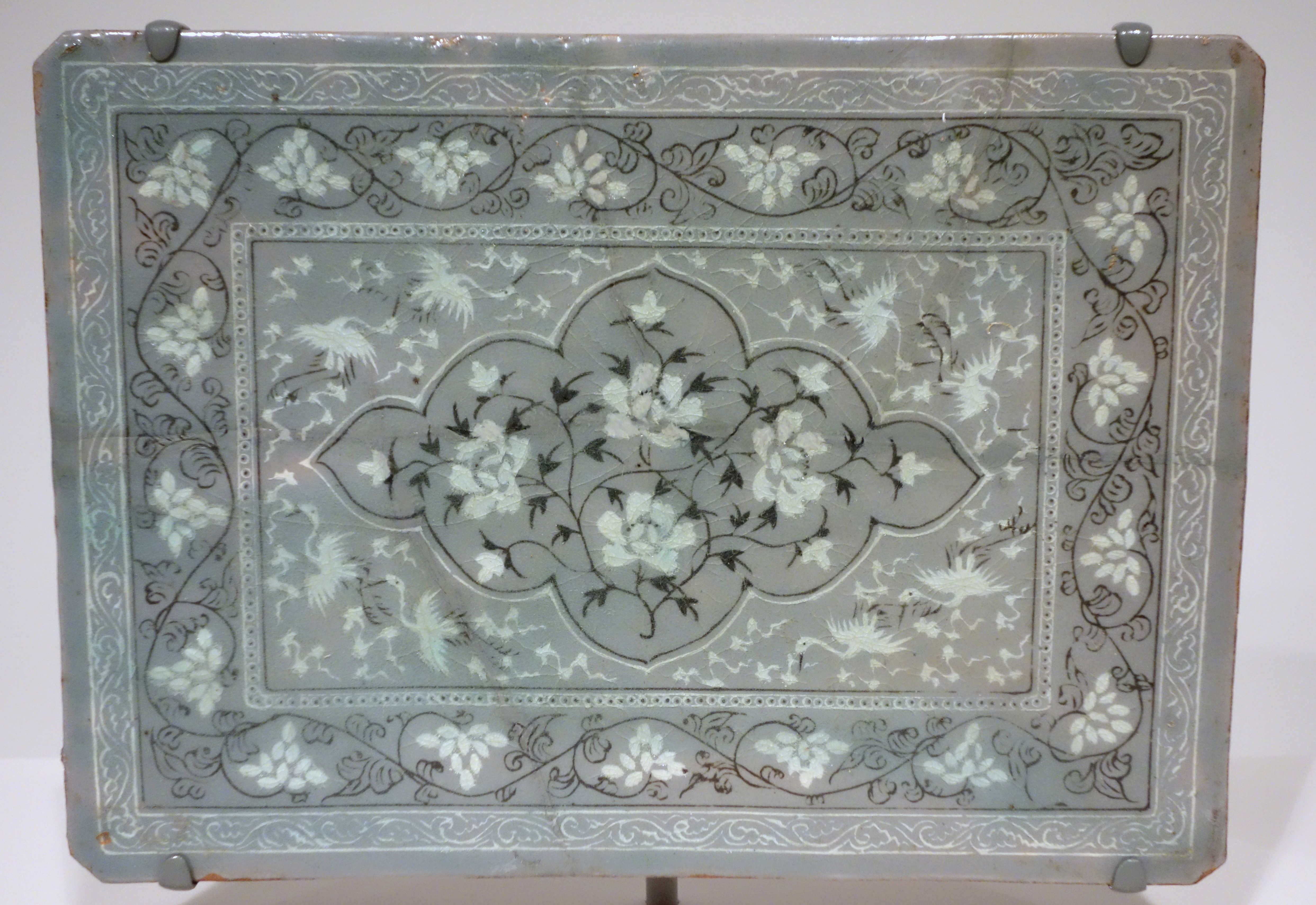
Plaque, grès à décor incrusté sous couverte céladon. XIIIe. Musée des beaux-arts de Boston
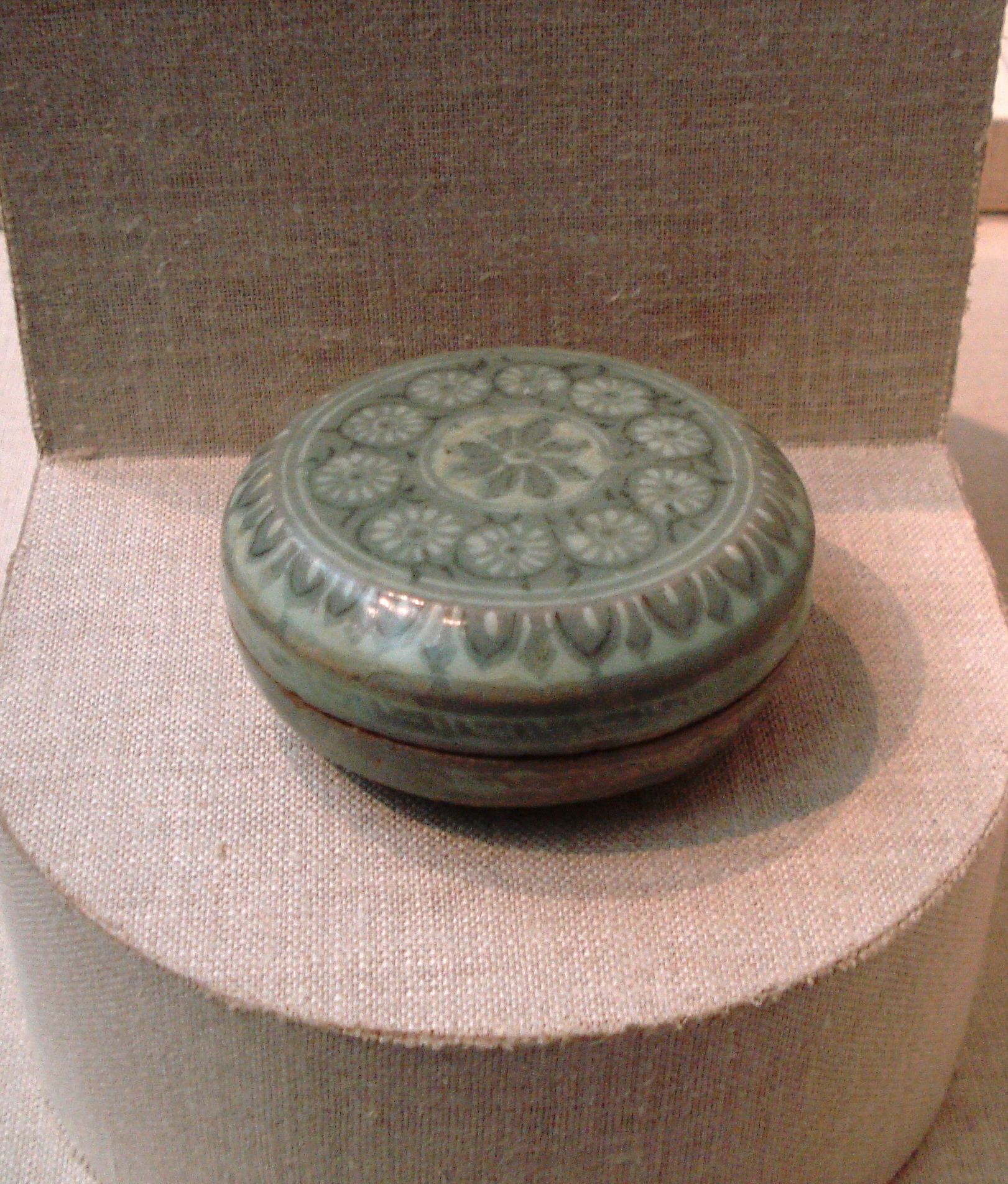
Boîte à fard à décor incrusté de rosettes et bordure de lotus, XIIIe siècle. Barbotine blanche et noire sous couverte céladon. Freer Gallery of Art
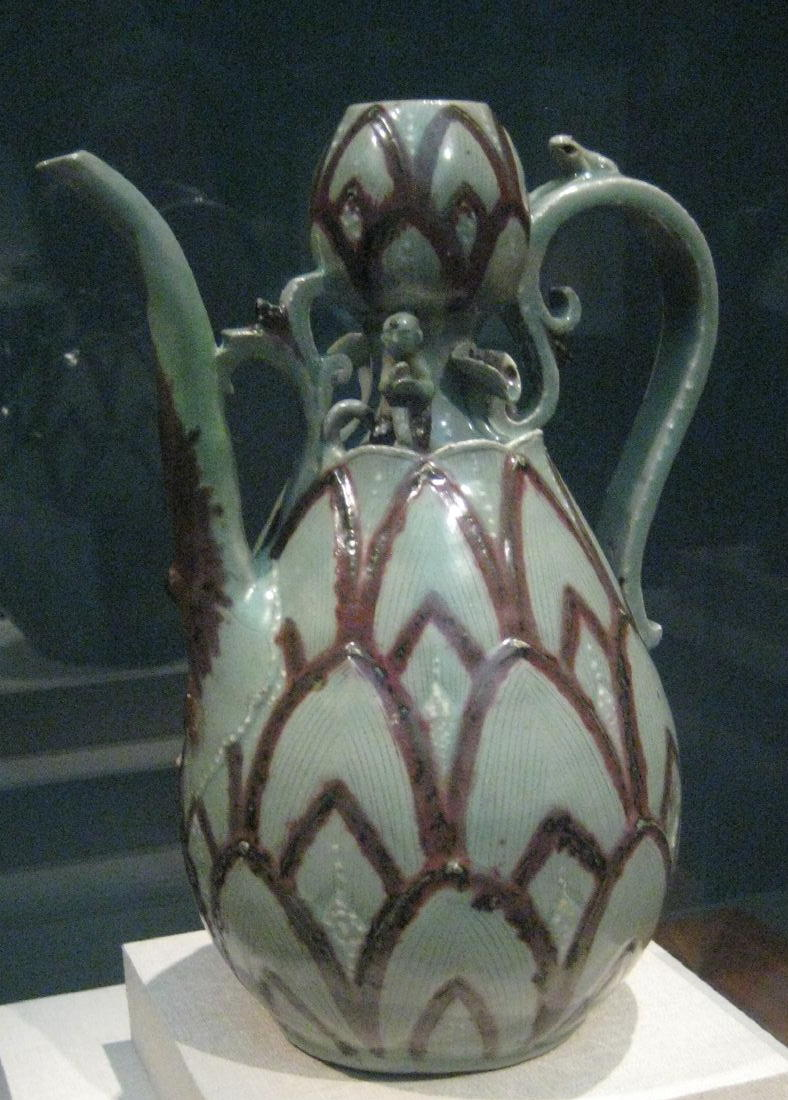
Verseuse à alcool. Enfant agenouillé près du col. Oxyde de cuivre et décor incisé sous couverte céladon. H 30,5 cm. v. 1250. Freer

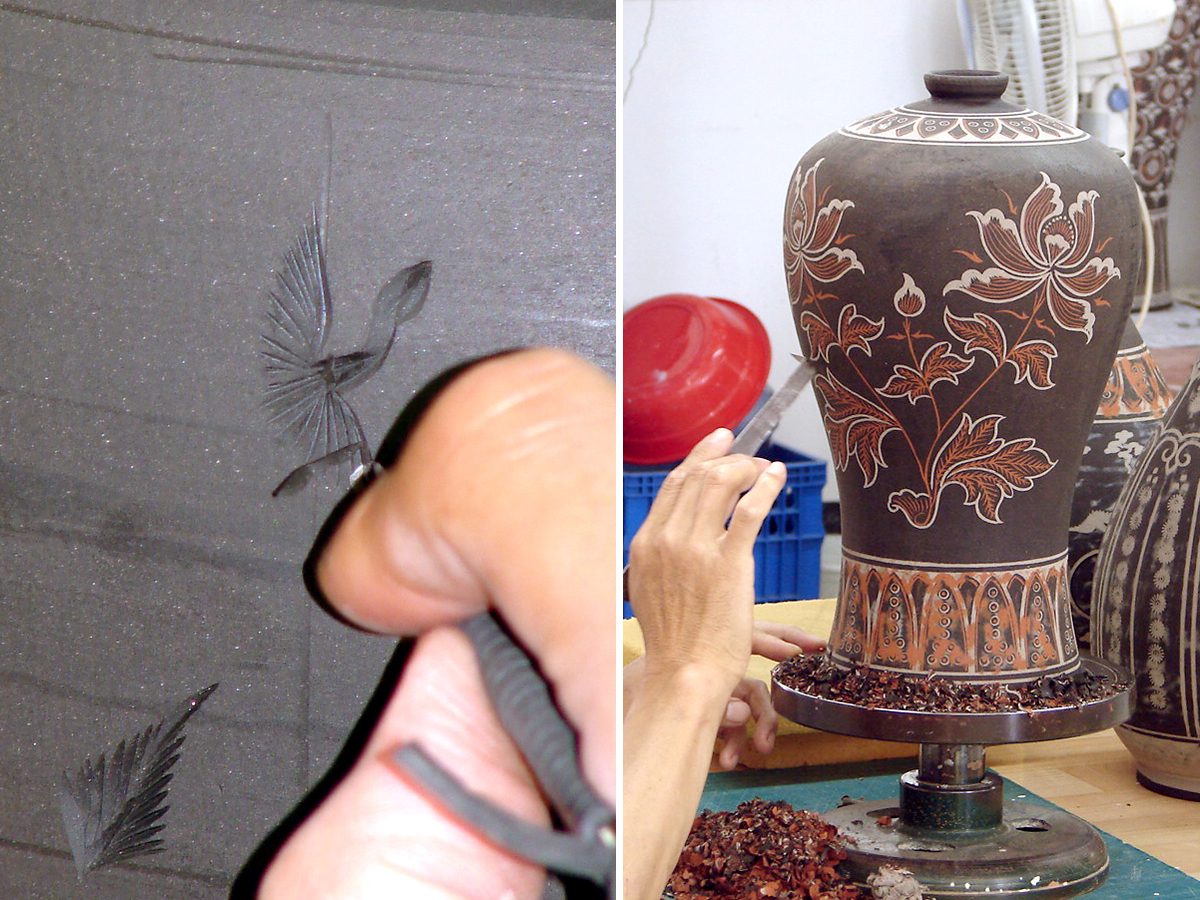
Travail d'incrustation avant cuisson: gravure, engobes au pinceau, raclage

La dynastie Goryeo (918 - 1392) réalisa l'unification des Trois Royaumes Postérieurs et la destitution du dernier roi de Silla, ce fut avec le nouveau roi, Wang Geon. Les œuvres produites au cours de ces trois siècles et demi sont considérées par certains comme étant les œuvres de petite dimension les plus belles de l'histoire de la céramique coréenne.
L'art de la céramique produisit alors des pièces de céladon raffinées, qui surprennent tant par leur complexité, pour certaines, que par leur moderne simplicité, pour d'autres. Le céladon est une glaçure (un émail, une couverte) apposé sur un grès, et dont la couleur est un vert ou bleu-vert plus ou moins gris, qui rappelle certaines couleurs du jade. Il est donc nécessaire de pratiquer deux cuissons : la première pour le grès, et la seconde après avoir posé cette glaçure. Les relations avec la Chine sont, aux Xe – XIIe siècle, très fortes et les céramiques coréennes admirées en Chine.

C'est pendant cette période que se développèrent les motifs incrustés, sanggam qui ont été inventés en Corée avec des décorations fleuries ou géométriques ou des oiseaux. Mais aussi des formes étonnantes comme les poissons et les insectes stylisés, les panneaux elliptiques ou rectangulaires, ou encore des motifs de feuillage apposés en relief et peint en brun de fer. Les glaçures des céladons étaient en général de diverses couleurs, allant d'une couleur brune à des glaçures pratiquement noires. Les glaçures du céladon pouvaient être rendues pratiquement transparentes, pour mettre en valeur les incrustations noires et blanches. Les motifs incrustés étaient produits en incisant la pâte, puis en l'évidant avant de remplir le vide ainsi créé par l'argile choisi. On utilisait dans ce travail des argiles blanc et noir, puis une couverte céladon ou gris-bleu. Les motifs à décor incrustés sont les plus représentatifs de la céramique Goryeo.
Les formes que l'on voit en général sont des bouteilles à épaulement, de grands bols bas, ou des bols plus petits et de faible profondeur, des boîtes à fard très élaborées, ou des petites coupes incrustées ; mais la céramique bouddhiste a aussi produit des vases larges, des coupes à chrysanthèmes, des brûle-parfums qui sont souvent d'une architecture spectaculaire, sur leur socle, avec leurs motifs de fleurs de lotus. Des bols à aumônes à bord incurvé ont également été trouvés. Les coupes pour boire le vin sont souvent pourvues d'un long pied, pour être posées sur un réceptacle en forme de plat.

### Dynastie Joseon
Toute cette période Joseon (1392 à 1910) fut l'âge d'or de la céramique coréenne, au cours de laquelle eut lieu une longue croissance de la production, tant des fours impériaux que des fours provinciaux.
Les styles principaux en étaient le céladon, le buncheong, la porcelaine blanche, la porcelaine « bleu et blanc ». 

L'influence de l'idéal confucéen se traduisit par une recherche d'un style plus simple, plus épuré que ce que l'on trouvait en Chine, que ce soit sous les Ming ou sous les Qing. Les céladons portaient parfois des motifs bouddhistes, fleurs de lotus et saules.

#### Buncheongetido

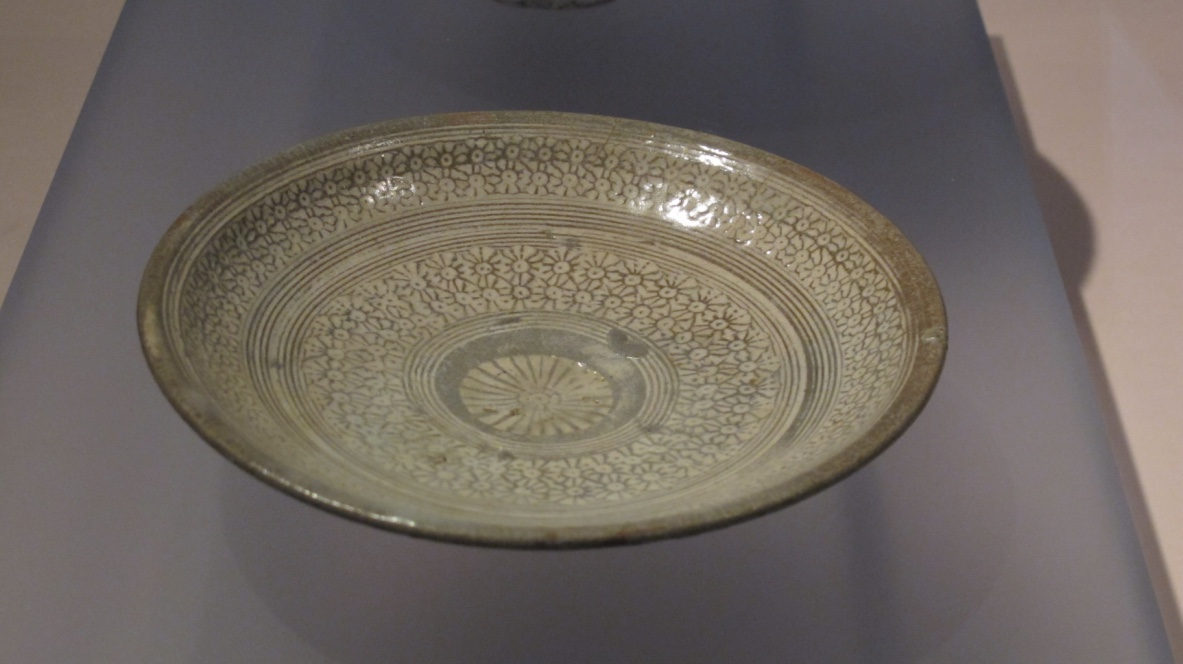
Plat buncheong. Décor estampé, barbotine blanche sur grès, glaçure transparente. D. 16,5 cm. Joseon XVe siècle. British Museum
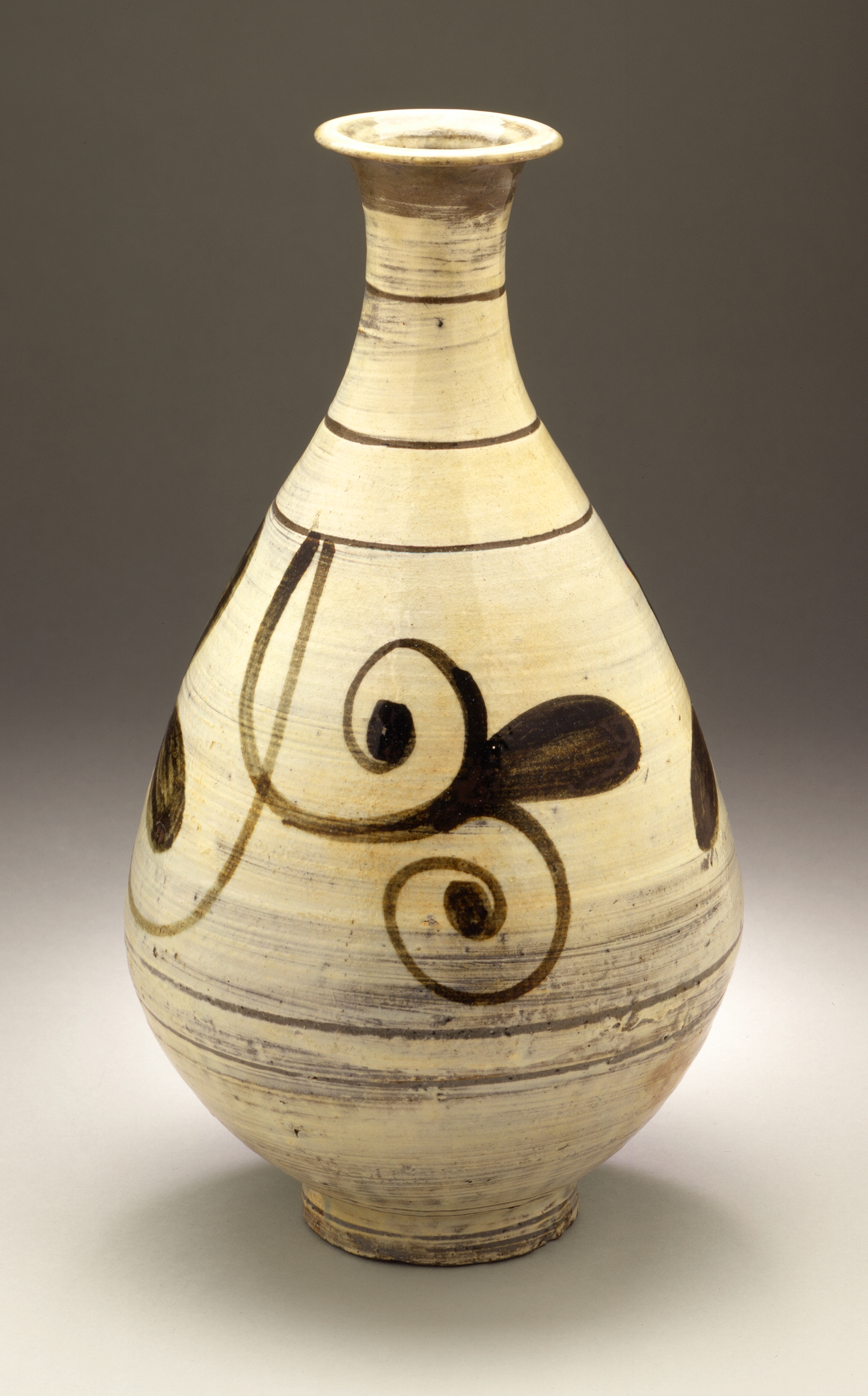
Bouteille au décor de tiges feuillues. Grès buncheong, peint à la barbotine et au brun de fer. XVe , début XVIe siècle. H 33 cm. LACMA
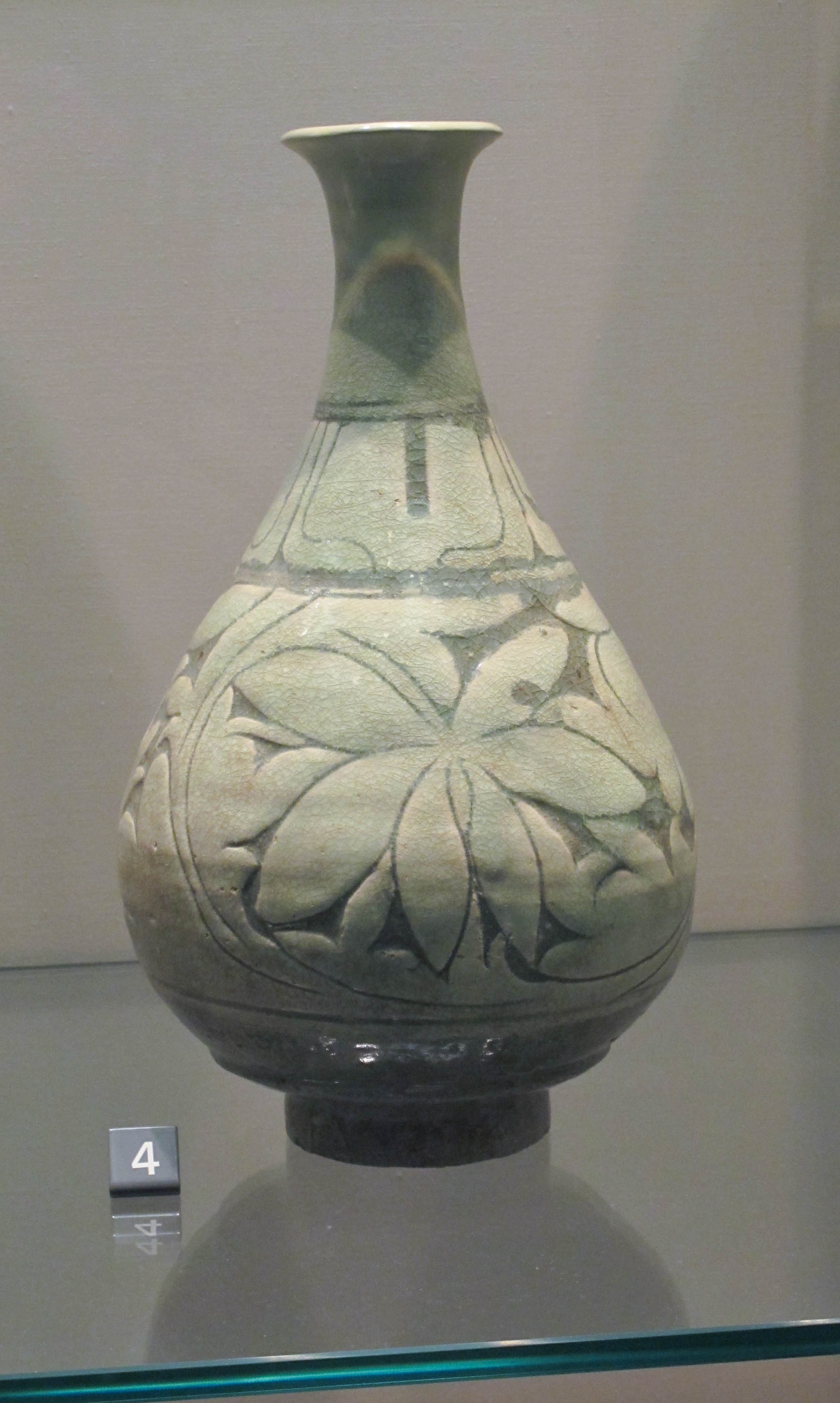
Bouteille en forme de perle. XVe siècle. Grès buncheong, barbotine au pinceau gravée, glaçure. V & A
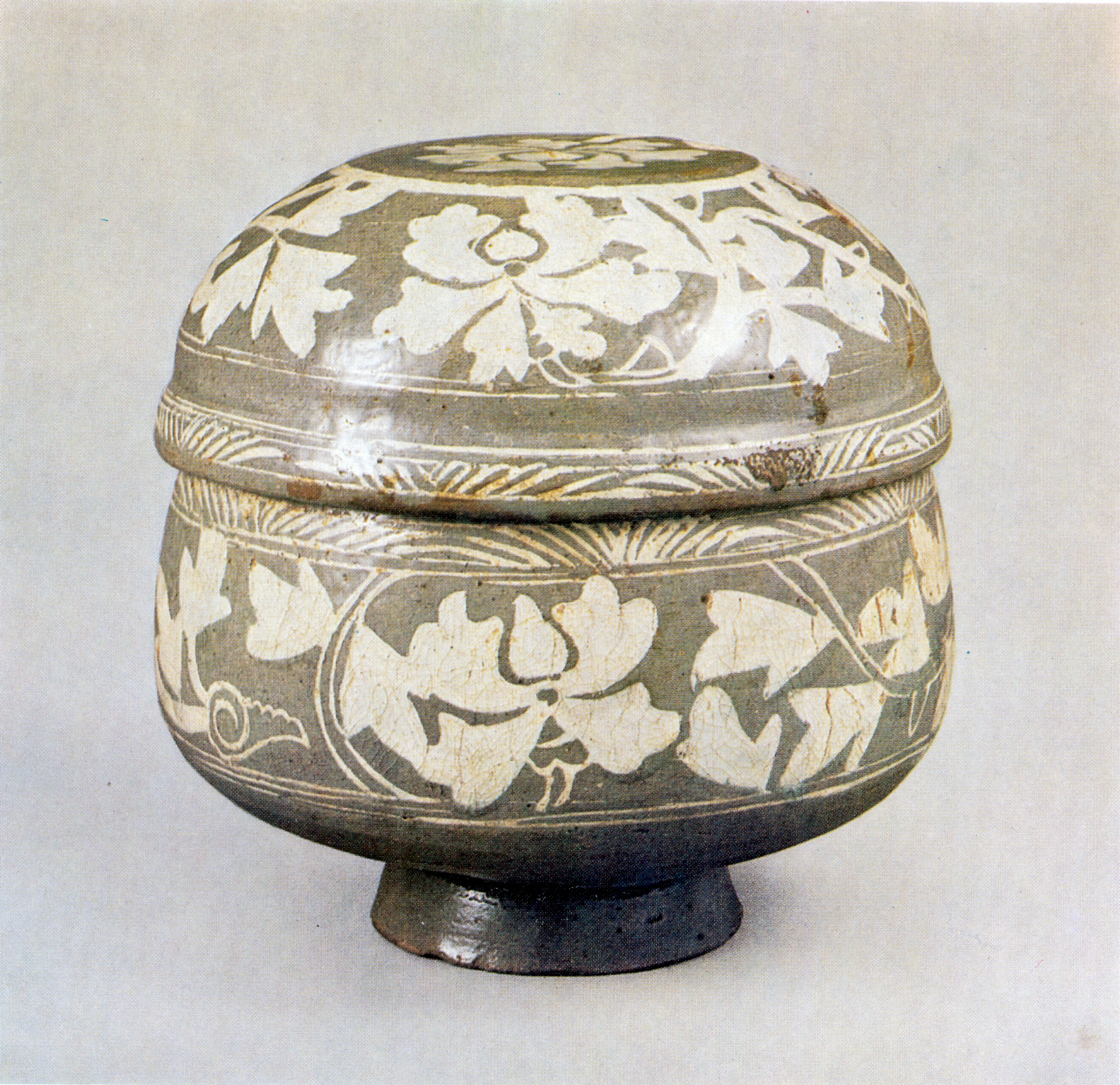
Bol en grès buncheong à couvercle et décor de pivoines sur fond champlevé. Musée d'art Gansong
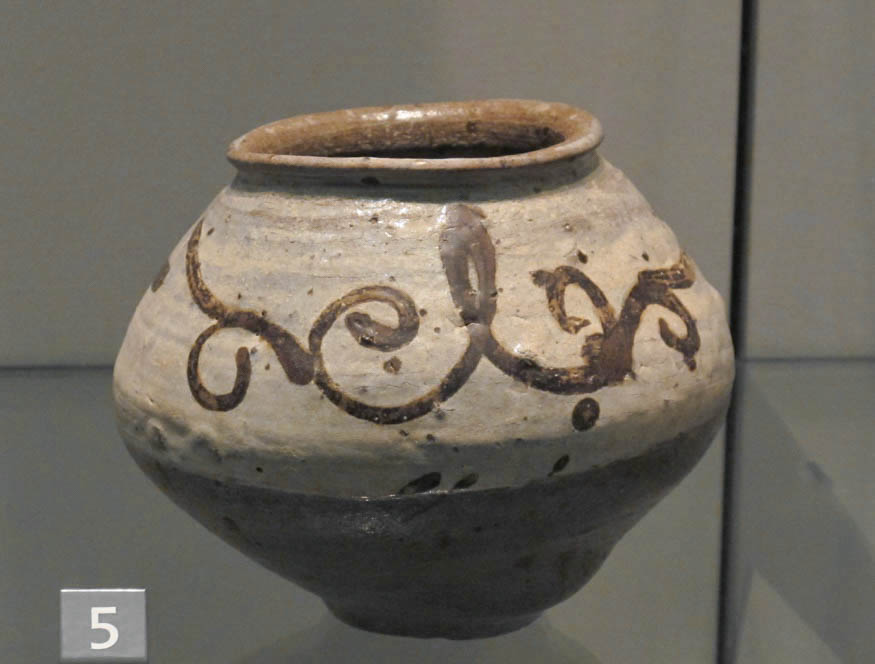
Jarre. Grès buncheong, peint à la barbotine et au brun de fer. 1400-1600[30]. Victoria & Albert Museum
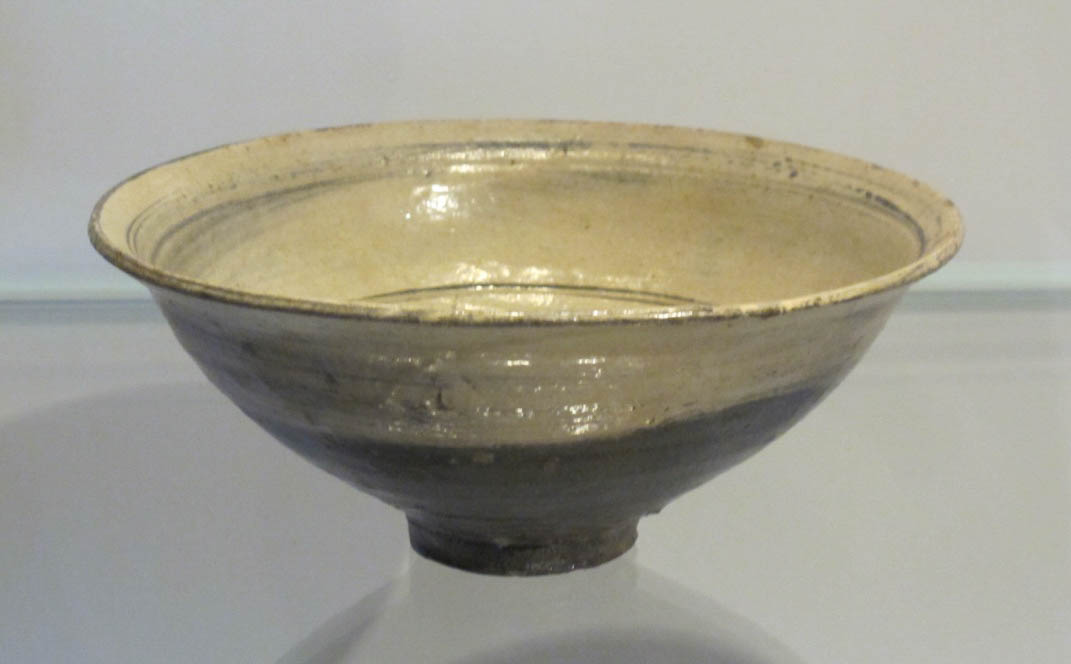
Bol, grès buncheong incisé, peint d'un grand trait de brosse d'engobe blanc. Joseon, XVIe siècle. British Museum
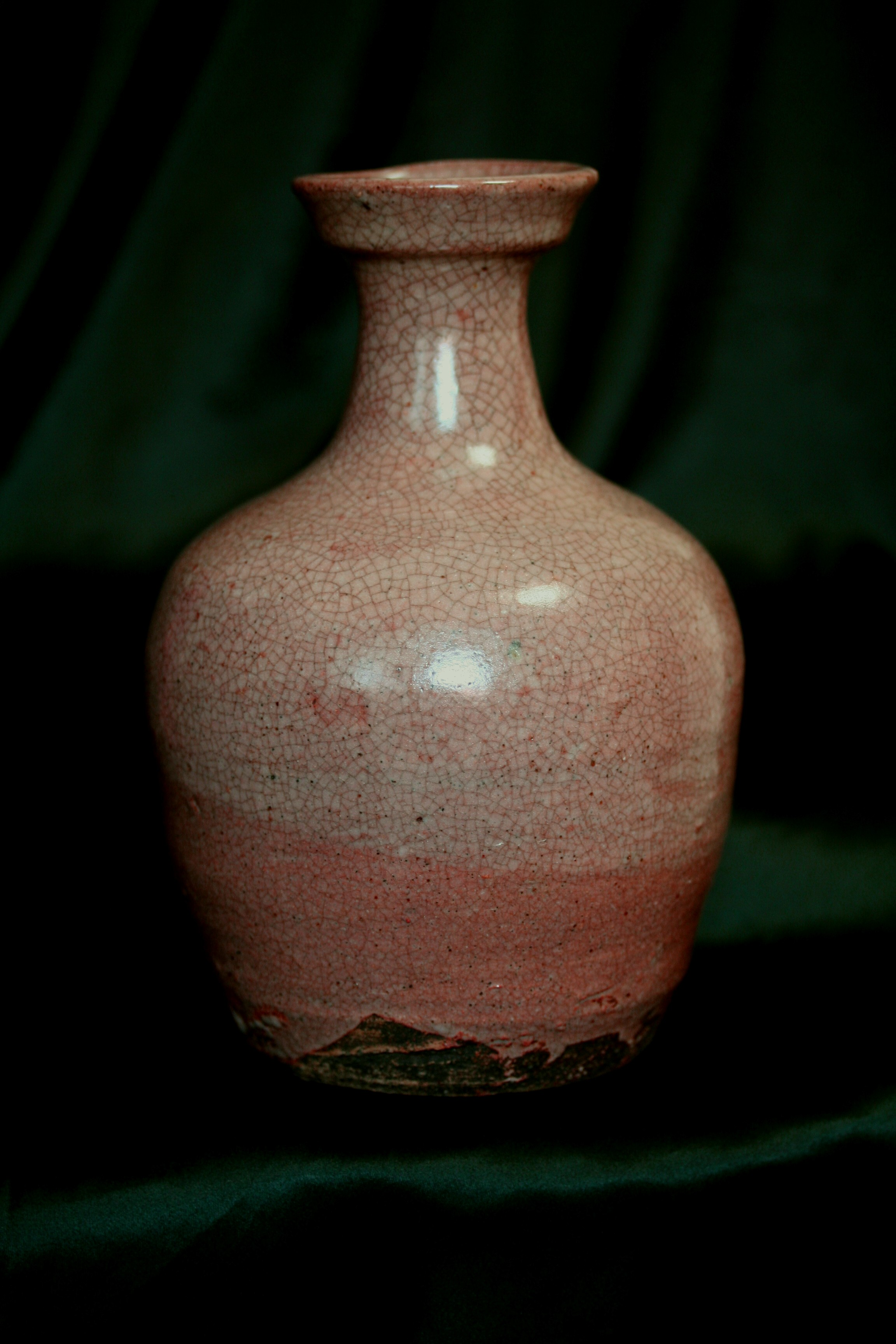
Flacon à alcool, grès ido. Période Joseon. Collection privée

La céramique buncheong — en Extrême Orient le terme est « porcelaine » buncheong —  offre l'occasion d'une certaine spontanéité et manifeste l'originalité du créateur avec des moyens d'une très grande sobriété. En effet la céramique est simplement revêtue d'un engobe blanc sous couverte (ou glaçure) bleu-vert ou gris-vert. L'engobe est posé au pinceau ou par trempage et laisse la céramique en partie découverte. Là-dessus, lorsqu'on a l'intention de les  décorer, les motifs sont soit estampés, poinçonnés (les creux étant remplis d'engobe), soit peints à l'aide d'un pigment brun de fer ou incisés sur le fond d'engobe. Ce qui permet des effets naturels dans le mouvement du pinceau et dans la vitesse du tracé. Les zones de l'engobe éventuellement retirées avec soin ( champlevées ou « gravées » comme pour obtenir un sgraffite ) ne dénaturent jamais cette expression de naturel et de vitesse / spontanéité qui font encore leur succès aujourd'hui. Le style apparaît au début de la dynastie Joseon au milieu du XIVe siècle, remplaçant en grande partie le céladon dans l'usage des fonctionnaires lettrés. Il correspond bien à cette dynastie, fondée par un puissant groupe de lettrés et d'érudits de la mouvance confucéenne, guidés par des principes d'austérité et de sobriété. Cette pratique disparaît presque entièrement après le XVIe siècle, après les invasions japonaises de 1592-1597 (Guerre d'Imjin), au cours desquelles bien des fours furent détruits et les potiers déportés au Japon.
La présence forcée de ces potiers coréens au Japon a permis le développement de la céramique associée à la cérémonie du thé (en particulier le style Hagi-yaki) au Japon. Les premiers grès ido auraient été, selon une tradition japonaise, réalisés au Japon par des potiers coréens au début du XVIIe siècle, servant de modèle aux grès japonais de type hagi.

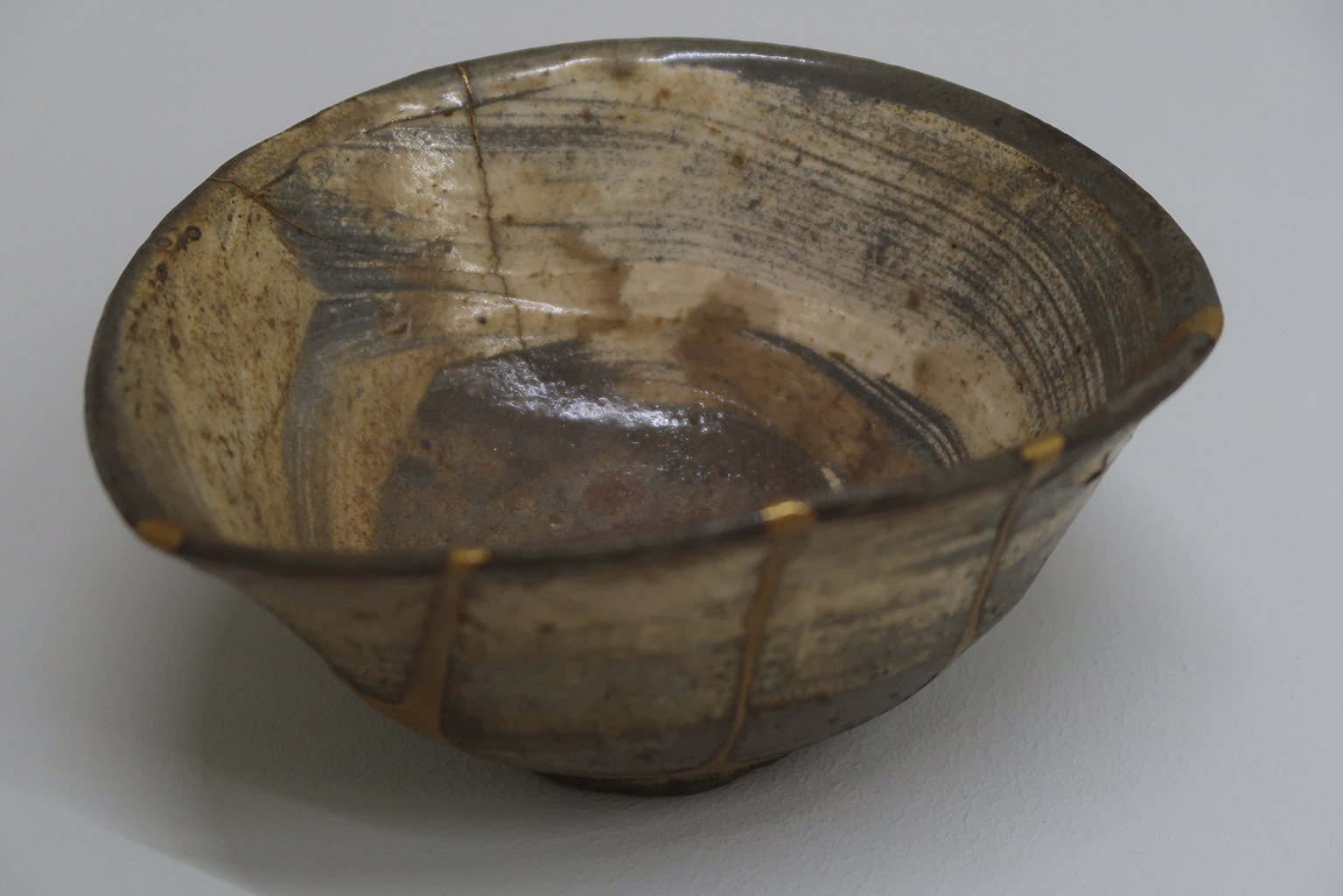
Bol à thé. Corée, XVIe. Grès, incrustations et engobe - buncheong - (de type hakeme mishima), modification et réparation au laque d'or (kintsugi). Musée Guimet. Legs Henri Rivière, 1952

#### Porcelaine blanche

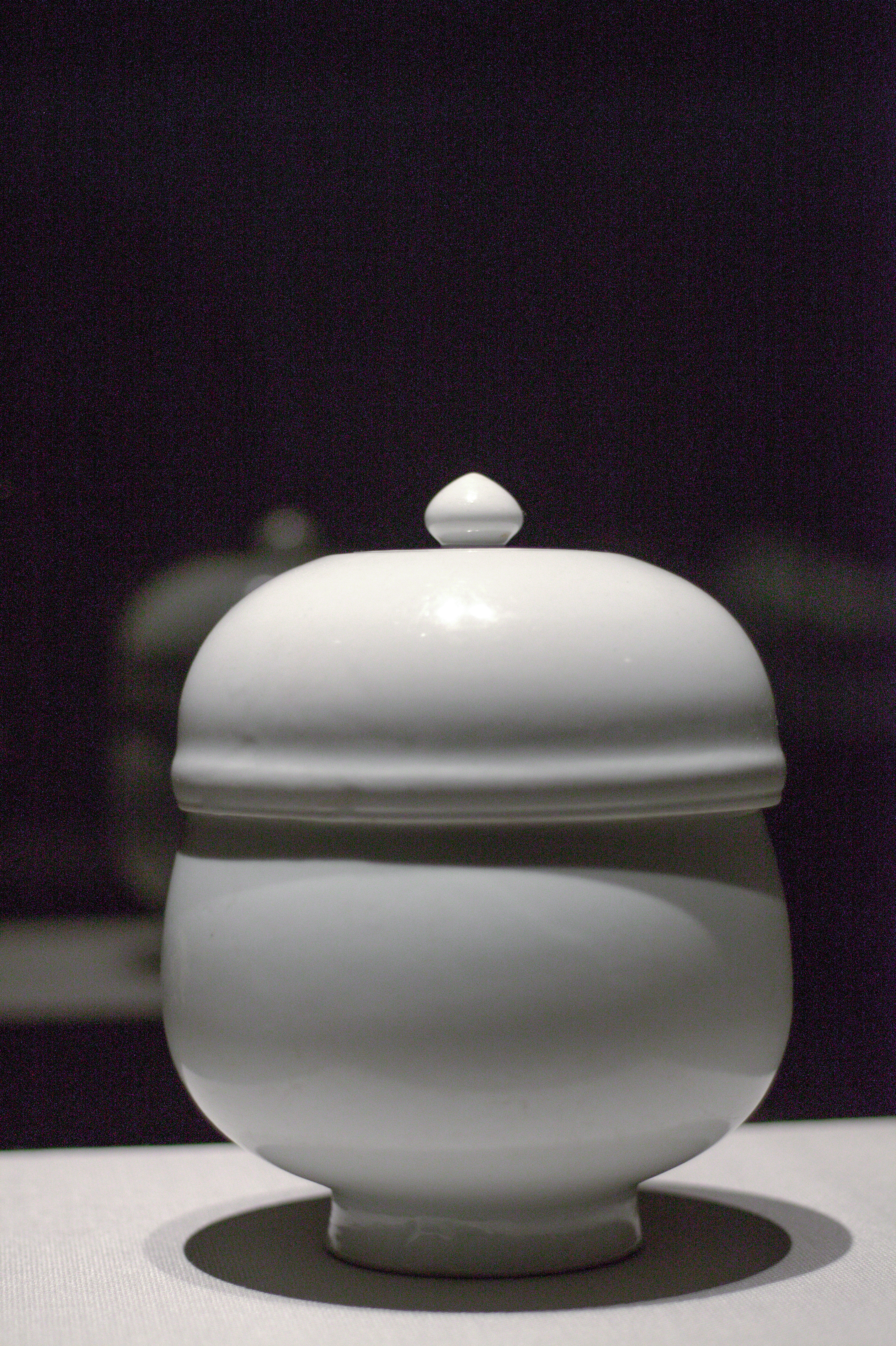
Grand bol et son couvercle. Période Joseon, XVe siècle. Porcelaine blanche. H. 22,7 cm. Musée Horim, Séoul
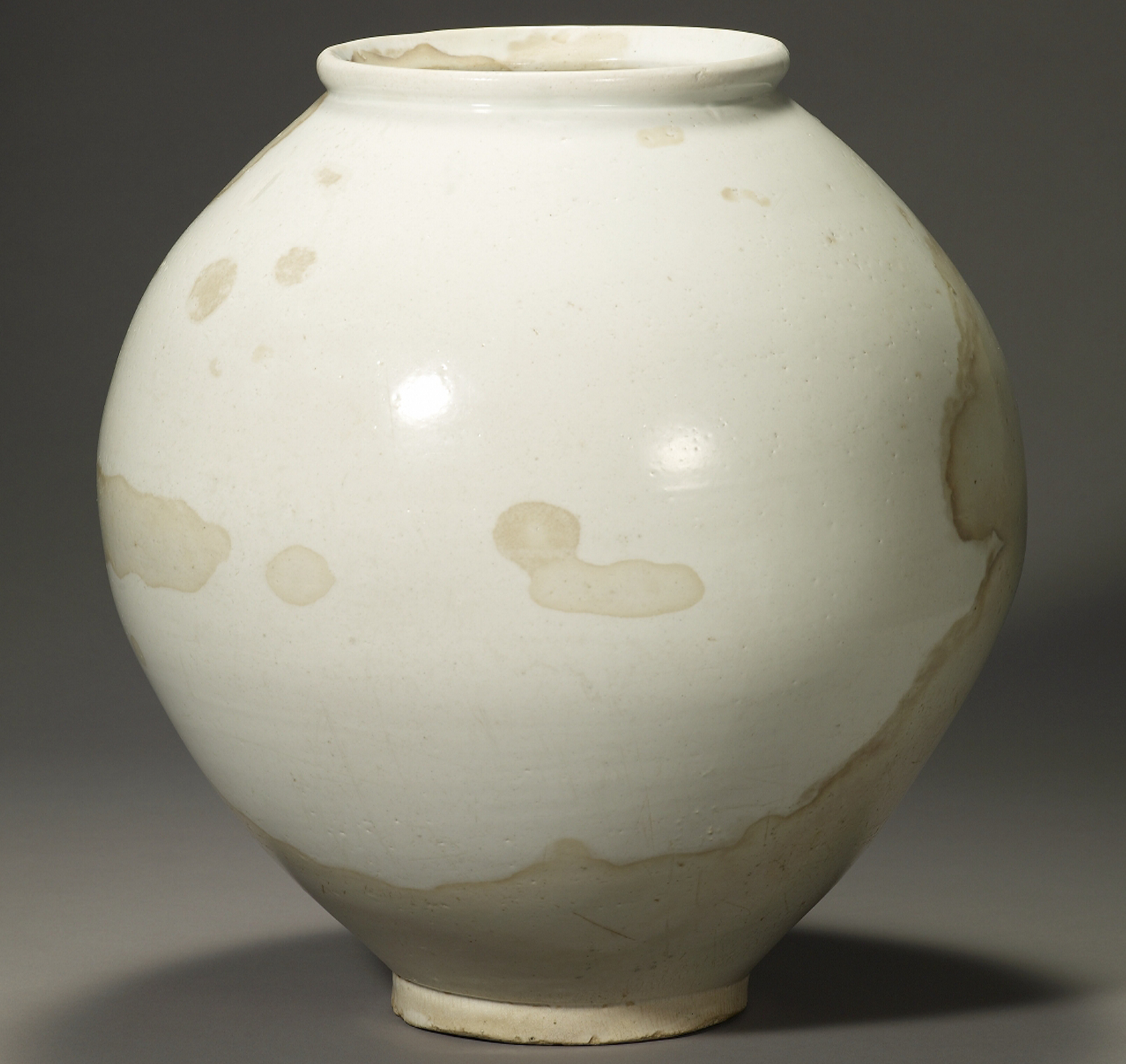
Jarre de lune. Porcelaine blanche, H. 44 cm, D. corps 42 cm. Joseon, XVIIIe siècle. Collection privée, Séoul
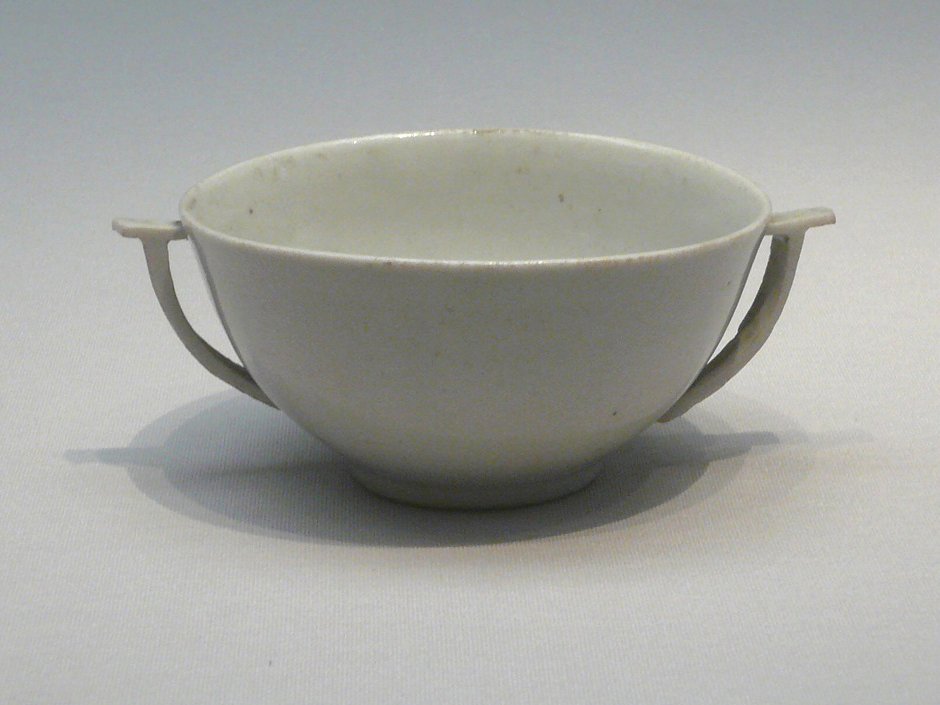
Coupe à vin en porcelaine blanche de la période Joseon. Musée national de Corée
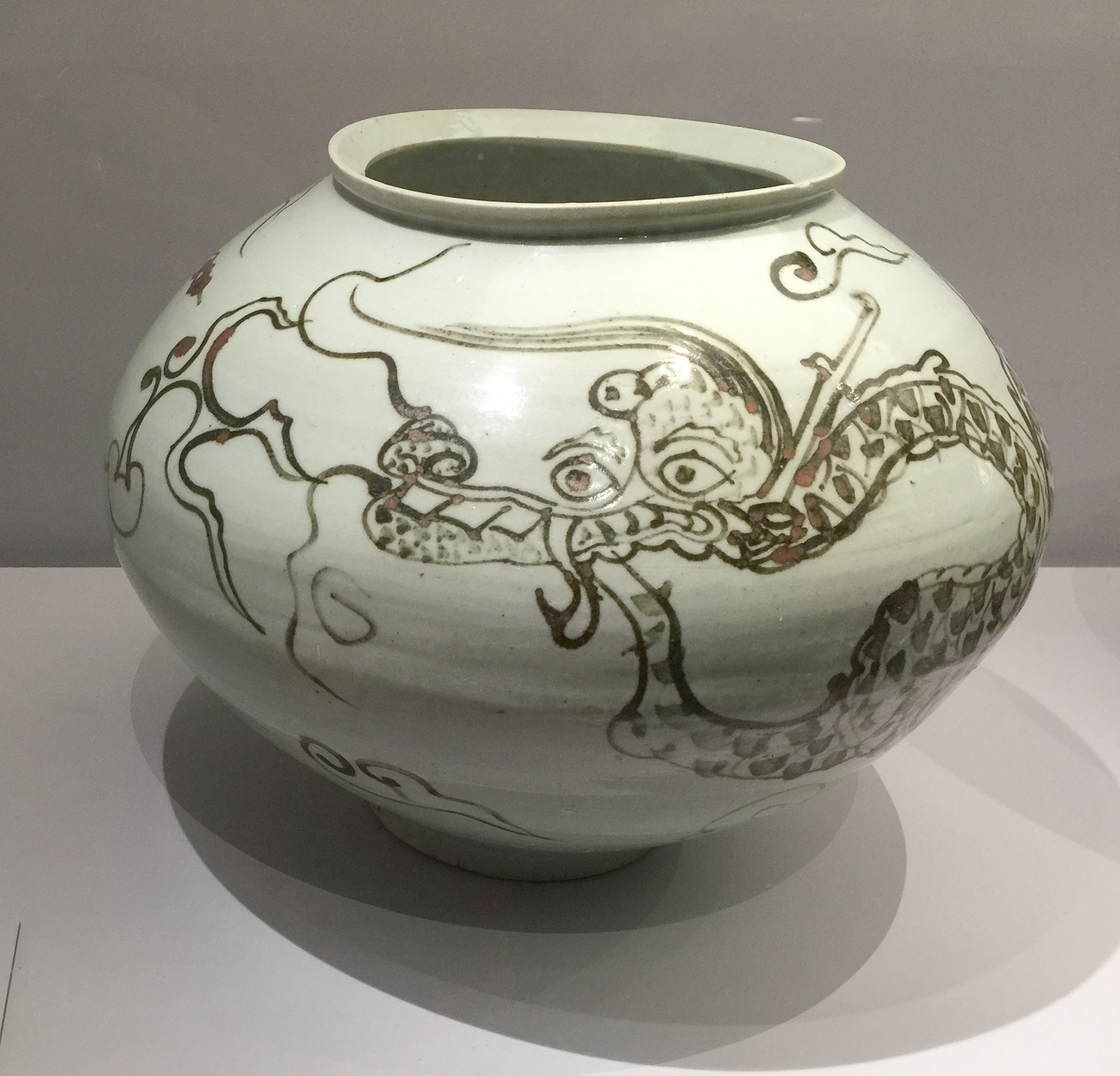
Jarre à décor de dragon et nuages. Porcelaine blanche, brun de fer sous couverte. H. 28,2 cm. XVIIe siècle. Musée national de Corée
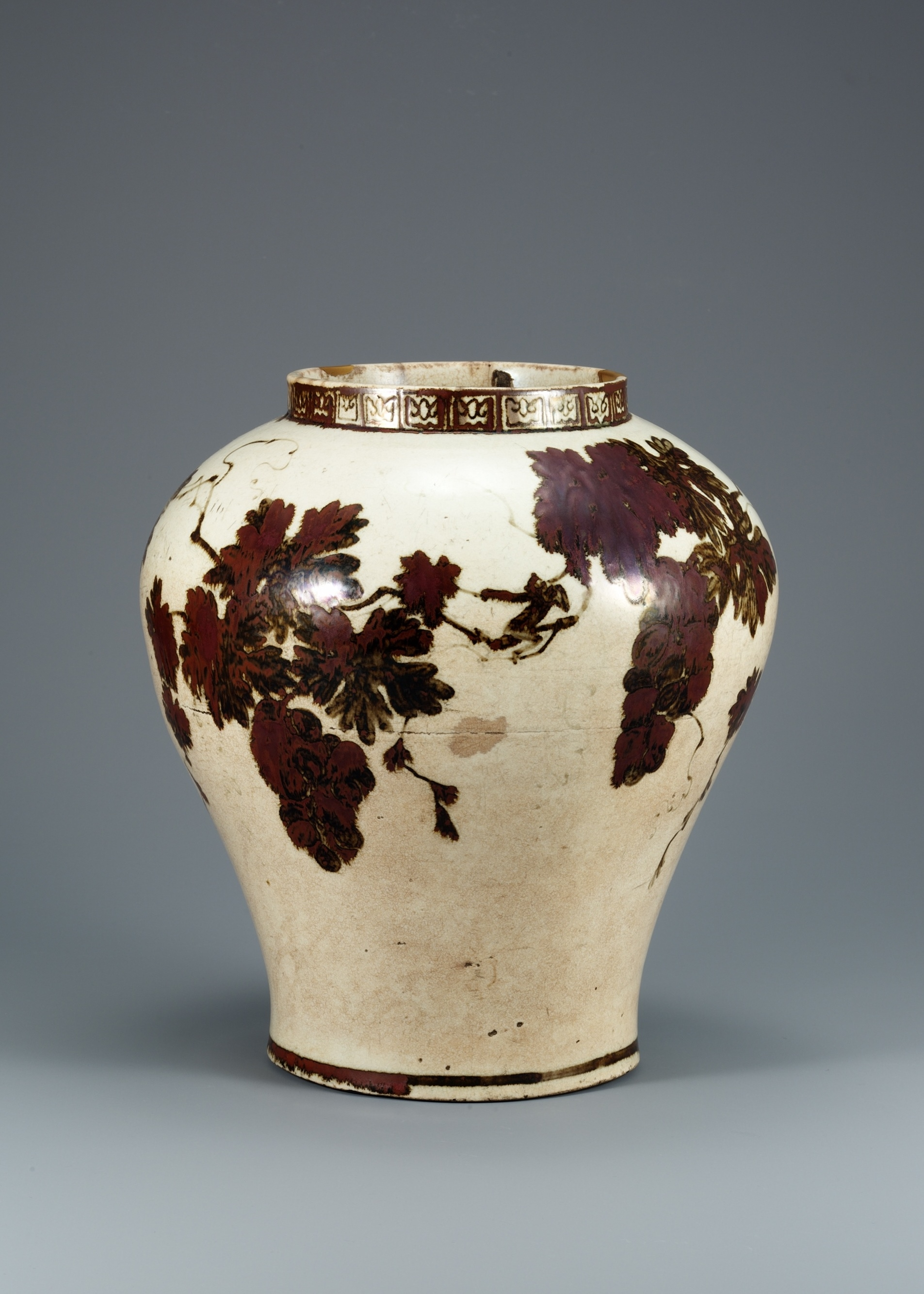
Un singe dans la vigne. Vase. Porcelaine blanche peinte en brun de fer. H. 31 cm. XVIIe ou XVIIIe siècle. Trésor national, Musée national de Corée
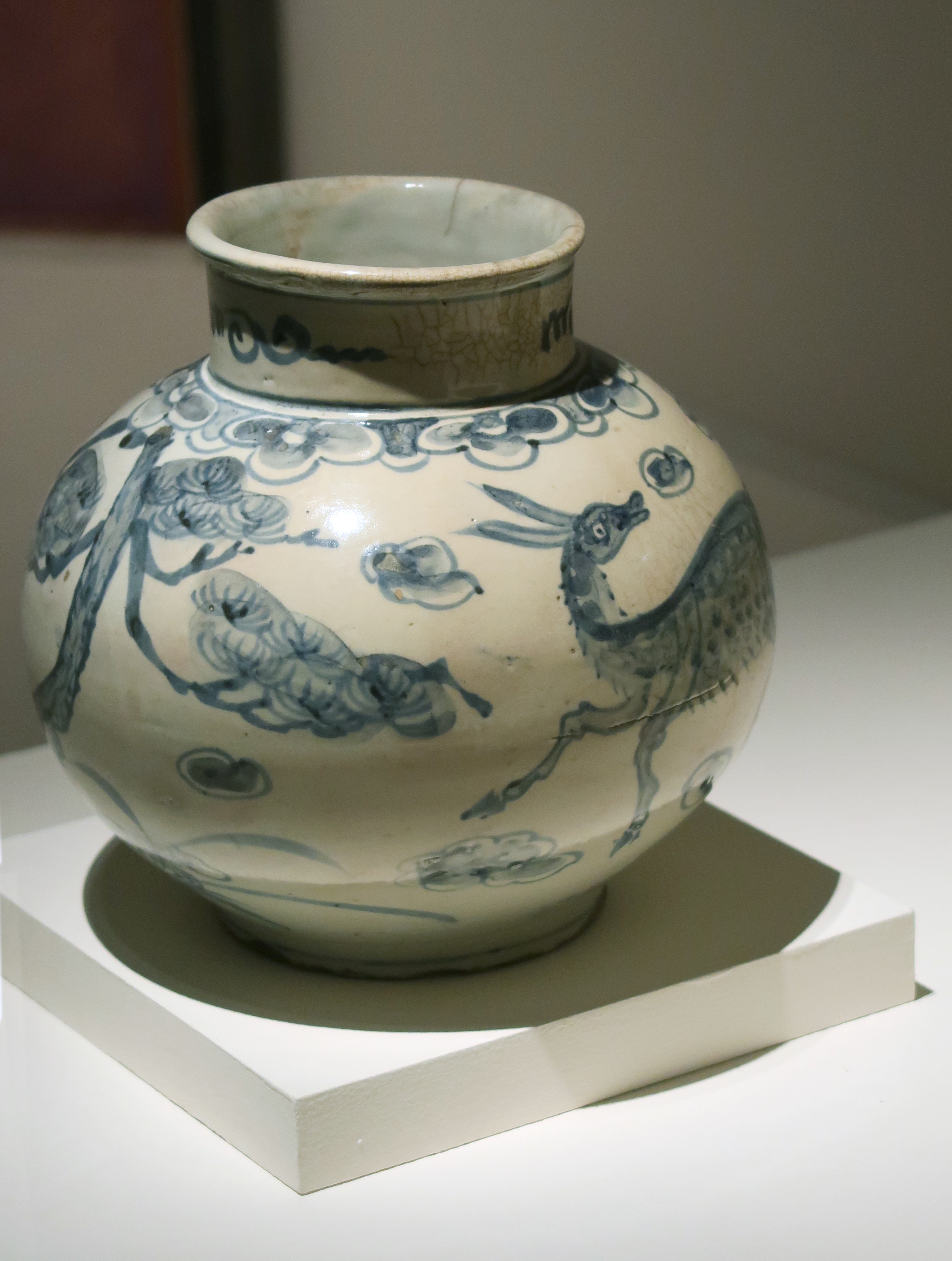
Jarre à décor de daims et d'un pin en bleu sous couverte. Porcelaine blanche, D. env. 25 cm. XIXe siècle. Musée de l'université féminine Ewha
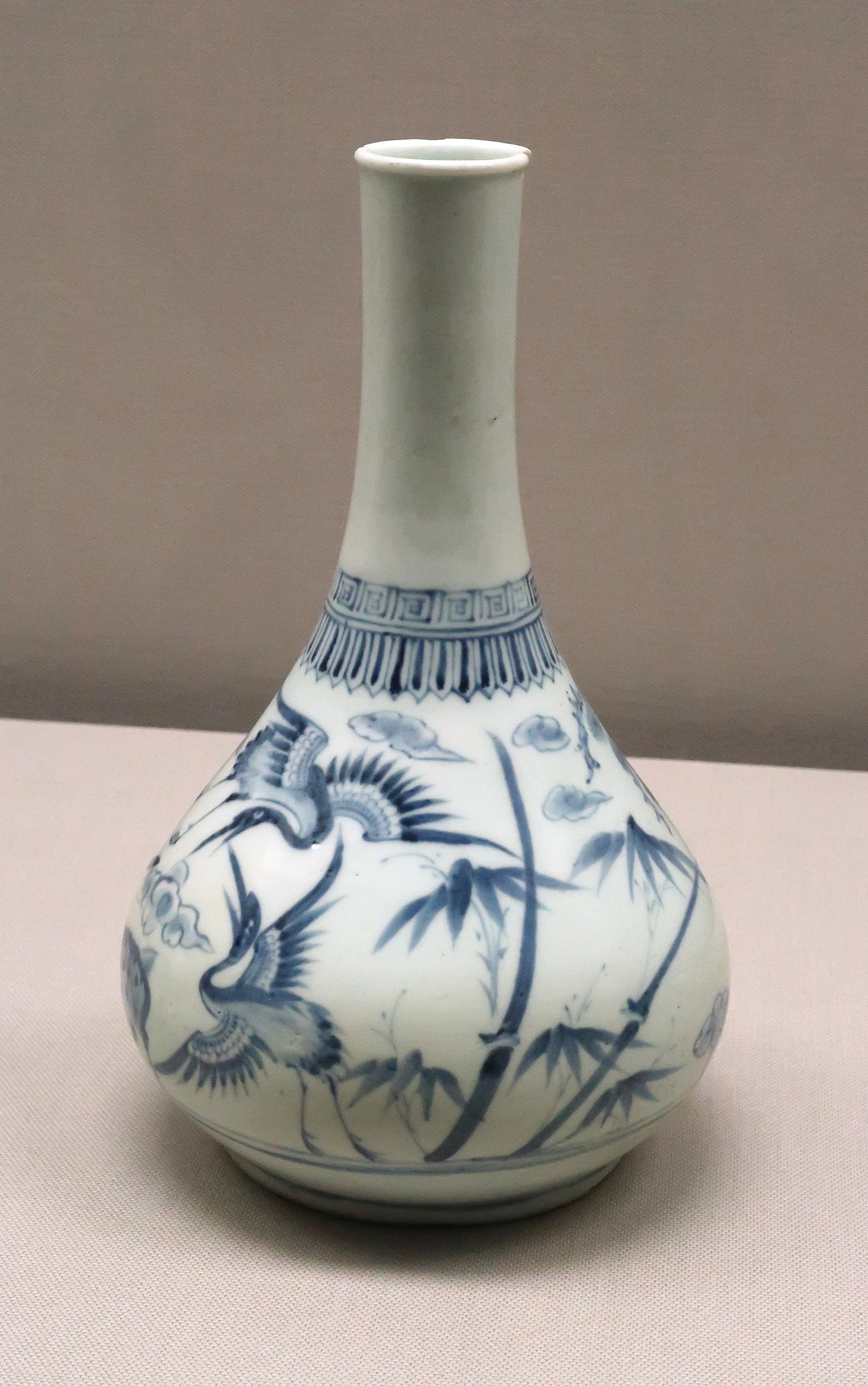
Bouteille en porcelaine blanche, avec un motif de longévité en bleu cobalt sous glaçure. XIXe siècle. Musée Horim

Dans le même temps les porcelaines entièrement blanches ont un réel succès dans le milieu de l'aristocratie qui l'apprécie comme vaisselle rituelle au XVe siècle, pour l'extrême pureté de sa couleur et la perfection de sa matière, dans des formes particulièrement épurées. Les grandes « jarres de lune », dont la forme simplement « proche » de la sphère, mais non sphérique, et la matière vivante, dans de subtiles nuances de blanc, rassemblent des qualités esthétiques essentielles à l'art coréen.
La porcelaine blanche peut aussi servir de support à des décors peints, en bleu sous couverte suivant la tradition chinoise en vogue sous les Ming. Les porcelaines « blanc et bleu », un type de porcelaine blanche à décor bleu, qui avait été produite en Chine depuis l'époque de l'occupation mongole (dynastie Yuan), et qui est d'abord utilisée en Corée avec parcimonie et considérée comme luxueuse. Son usage ne se répand que peu à peu. Et vers le milieu de la dynastie Joseon, à la fin du XVIIe siècle, les potiers coréens produisent ces céramiques « bleu et blanc », suivant un procédé à l'oxyde de cobalt dont les ressources abondaient en Chine, mais qui est produit, ensuite, par les Coréens eux-mêmes.
Un tout autre type de décor utilise aussi le support de porcelaine blanche : au brun de fer sous couverte, où le pinceau parvient à retrouver, dans cette technique très ingrate, des effets proches de la peinture de lettrés, à l'encre sur papier.

### Corée et Japon. Emprunts japonais et céramique pour l'exportation
Des échanges intenses entre Corée et Japon ont favorisé l'apport de pratiques coréennes au Japon : l'introduction du tour de potier, les couvertes à base de « cendre de paille » dans les fours du Sud du Japon, au Moyen Âge, pour des recherches d'autres couvertes à partir de la deuxième moitié du XVIIe siècle ou l'usage d'un pinceau à poils durs pour passer l'engobe, un procédé répandu aux XVe et XVIe siècles.
Des fours japonais produisant des grès d'influence coréenne furent créés au XVIe siècle. De 1639 à 1717 un four fonctionnait en Corée dans la ville portuaire de Busan qui produisait de la céramique pour le marché japonais. En fait, toutes les exportations de céramique de Corée étaient destinées au Japon.

À la fin du XVIIe siècle naquit la pratique d'envoyer au Japon des modèles de céramique représentés sur papier, puis, après approbation par le commanditaire, d'en effectuer la fabrication en Corée.

### L'art de la céramique coréenne contemporaine

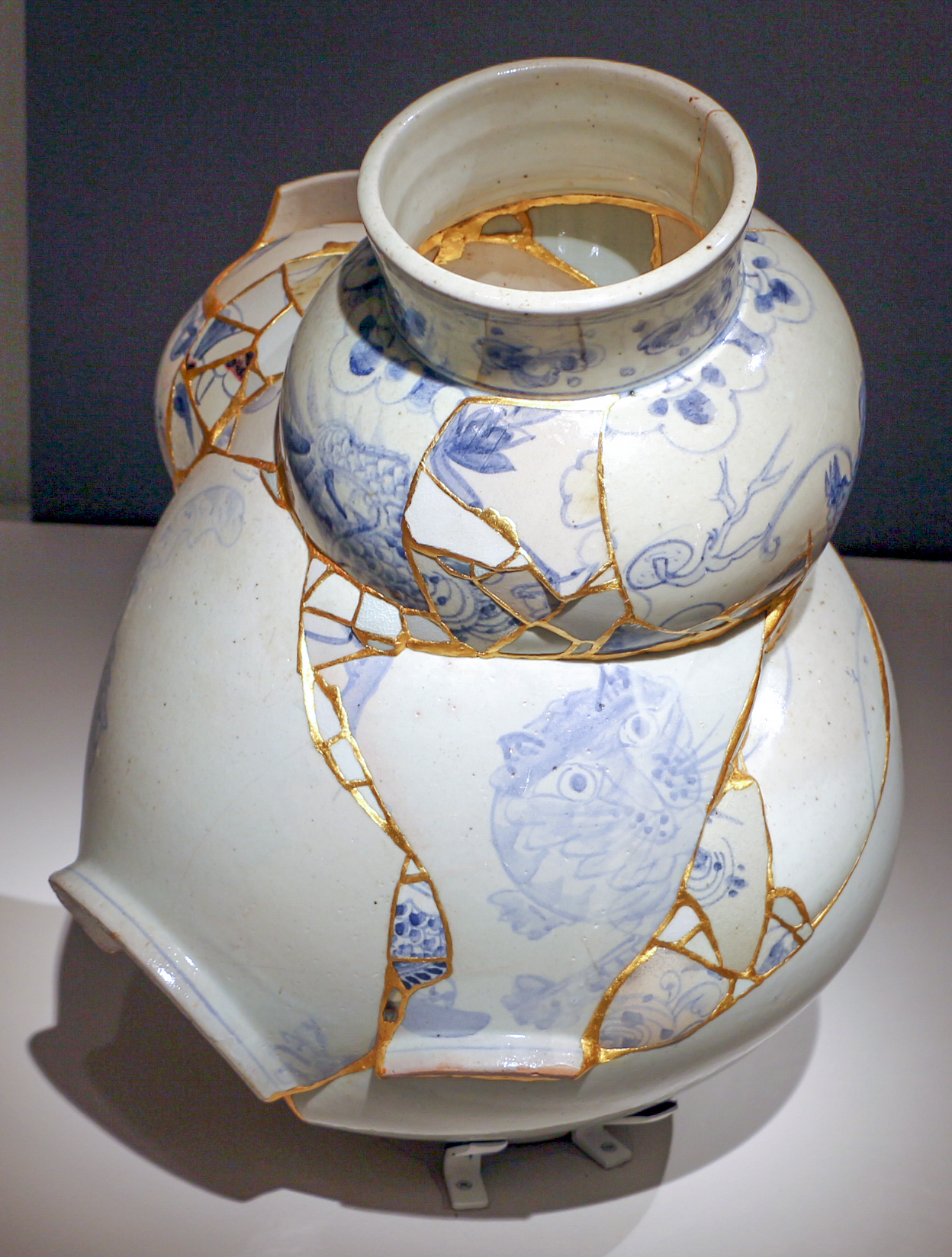
Yeesookyung, Translated Vase [Vase traduit]. 2007. Smart Museum of Art, The University of Chicago

Les artistes coréens actuels utilisent les moyens de la céramique et sa richesse symbolique en Corée pour une pratique qui en réinvente les formes et forge de nouvelles visions, esthétiques ou autres. Parmi d'innombrables artistes et céramistes coréens qui utilisent ou s'inspirent de la céramique, en voici quelques-uns qui sont présentés à l'exposition « La Terre, Le Feu, L'Esprit. Chef-d'œuvre de la céramique coréenne». Printemps 2016, Paris.
Certains artistes n'hésitent pas à collaborer étroitement avec des céramistes professionnels, comme le fait Lee Ufan avec le céramiste Park Youngsook : ils déclinent ainsi les principes constitutifs de la céramique coréenne sous leur forme essentielle : par exemple, pour une pièce, de toutes les formes ils retiennent la jarre de lune en argile blanche - le geste : l'unique trait de pinceau - la couleur : bleu sur blanc... L'artiste plasticien Sheong Kwangho n'aborde éventuellement la céramique que pour en transgresser la forme opaque et fermée sur elle-même, en retenant son aspect craquelé et la fragilité des poteries reconstituées dans les musées : ainsi est évoquée la forme pure et fragile avec un simple fil de cuivre ! Shin Sang-ho, céramiste de formation, en déploie les types hors de leurs usages traditionnels (comme lorsqu'il assemble des fragments de plats de couleur pour évoquer un patchwork coréen : le jogakbo). Huang Kapsun détourne les moyens classiques dans un esprit qui revisite l'art minimal. La céramiste Yeesookyung travaille sur de grands assemblages de fragments de céramiques anciennes (comme on recollait les vases précieux, selon la tradition), leur donnant une ampleur inattendue, proliférante, sur des lignes gracieuses, et parfois même, voluptueuses. « Les matériaux et les procédés choisis transcendent les ruptures entre Art et Arts Appliqués, Est et Ouest, ancien et moderne ». Le photographe Koo Bohnchang se réfère actuellement à des traits de la culture coréenne, comme les célèbres porcelaines blanches, avec les qualités propres à la photographie dans ses plus subtiles nuances, ici les nuances des blancs sur fond « blanc ». Shin Meekyoung s'ingénie actuellement à reproduire des vases anciens en pâte de savon : l'universelle permanence des céramiques rencontre ici son image, on ne peut plus fragile, presque des bulles ! La vidéo peut aussi multiplier les points de vue, les angles, et se saisir d'une forme aussi emblématique de la céramique coréenne que l'est la jarre de lune. Et ainsi glisser de sa forme « qui tend à la perfection » et de sa matière « presque blanche  et lisse » pour atteindre un plan universel. Enfin, selon Park Hyewon l'artiste Kimsooja, avec son installation vidéo Earth, Water, Fire, Air  « aborde l'universalité de la céramique en tant qu'incarnation de la simplicité et de la splendeur de la nature ».

## Fours

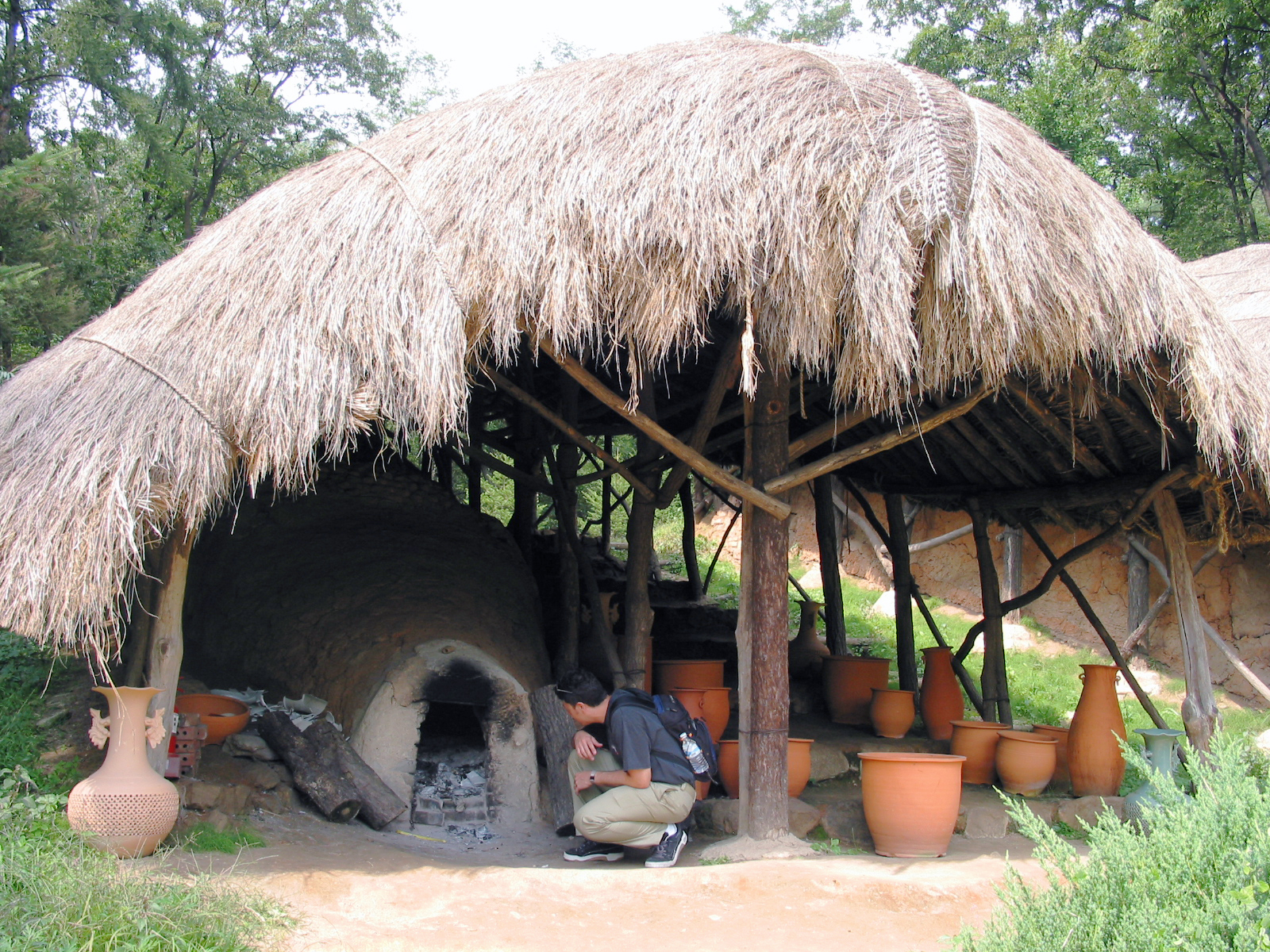
Four coréen au village de Yangdong (Gyeongju).

L'une des raisons du succès de la céramique coréenne tient à ses fours à chambre inclinée (appelés « fours dragon » en Chine, en usage depuis la période des Royaumes combattants, 475-221 av. n. ère), qui furent utilisés pendant toute la période Joseon. Ils furent ensuite exportés au Japon, où ils furent rebaptisés noborigama.

## Problèmes de traduction
Dans les études coréennes sur d'archéologie, le terme t'ogi, ou « poterie », est opposé à chagi , « porcelaine », tout comme le font les archéologues chinois qui séparent la céramique en taoqi et ciqi. Or habituellement les universitaires occidentaux séparent la céramique en « terres-cuites » et « grès ». Cependant, en Corée, les terres-cuites et les grès sont répartis suivant les concepts de poterie yŏnjil et poterie kyŏngjil, et les archéologues coréens utilisent le terme coréen correspondant à « grès » pour évoquer la poterie spécifique des Trois Royaumes de Corée cuite à haute température. En d'autres termes, en Corée le concept de « poterie », t'ogi, est le même que le concept de taoqi, en Chine, et il inclut les concepts de « terre-cuite » et certains « grès » de la classification occidentale. Enfin, en Corée, la poterie est classée séparément de la porcelaine qui s'est développée après la dynastie Goryeo. Et parfois le terme t'ogi est employé de manière spécifique pour désigner la poterie produite après l'introduction de la porcelaine dans la péninsule.
Ces problèmes de traduction concernent donc aussi l'usage différent, en Chine et en Occident, du concept de « porcelaine ».